# Linka C (metro v Praze)

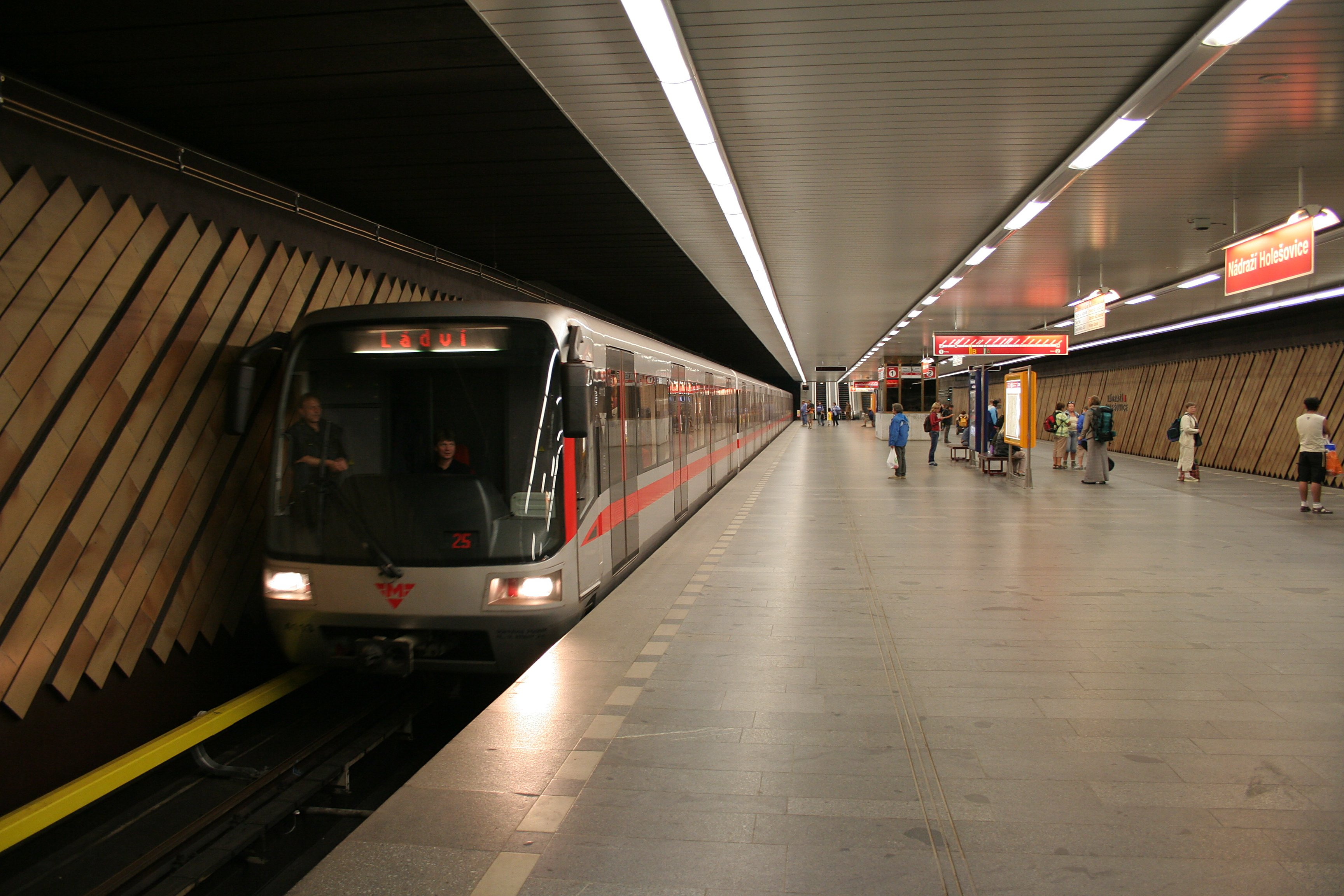
Souprava typu M1 (dnes je na této lince provozován pouze tento typ) ve stanici Nádraží Holešovice

Linka C pražského metra prochází pravobřežní částí centra Prahy v severojižním směru, na obou koncích se stáčí k východu. Na mapách je označována červenou barvou. Má 20 stanic a délku 22,41 km, jízdní doba činí 37 minut. V jízdních řádech je označována jako linka č. 993. Je to nejstarší a nejvytíženější linka z celé sítě; přepravní kapacita činí ve špičce cca 26 900 osob za hodinu a v sedle cca 12 600 osob. V nejvíce zatíženém úseku (mezi stanicemi I. P. Pavlova a Vyšehrad) je přepravováno přes 291 tis. osob za den. Hlasatelem linky je od roku 2004 Tomáš Černý.
Provoz zajišťují od listopadu 2003 výhradně pětivozové soupravy typu M1, dříve to byly soupravy soupravy Ečs, soupravy 81-71 a 81-71M, všechny vypravované z Depa Kačerov. Maximální počet souprav na trati v jeden okamžik je 42. Jako 1. kolej je označována východní s provozem ve směru Háje – Letňany, opačná je 2.

## Historie

### Úsek I.C
Nejstarší úsek linky C i celého pražského metra se začal budovat v lednu 1966 a po náročných a dlouhých pracích byl otevřen 9. května 1974. Vedl ze stanice Sokolovská (dnes Florenc) na Kačerov. Délka úseku je 6,6 km, nachází se na něm 9 stanic. Velká část celé tratě je hloubená, v oblasti Pankráce jsou tunely ražené (ražba probíhala v roce 1968 a poprvé v historii tehdejšího Československa se k ražbě delších tunelů použil nemechanizovaný razicí štít). Mezi stanicemi Hlavní nádraží a Muzeum je nejkratší mezistaniční vzdálenost v síti metra – 425 m. Odvážným řešením je Nuselský most (dříve Most Klementa Gottwalda) který ve velké výšce překonává Nuselské údolí a jímž soupravy metra projíždějí jedním velkým tubusem umístěným pod komunikací pro automobily a pěší.
Na designu interiérů trasy I. C se podílel významný český typograf Jiří Rathouský. Rathouský vytvořil na tehdejší dobu ojediněle ucelený dopravní informační systém, jenž neměl v Evropě obdoby. Vznikla sada velice praktického a zároveň výtvarného písma Metron včetně rozsáhlých symbolů informačního systému. Celá trasa byla pojatá jako svébytná dopravní stavba navazující na tradice funkcionalismu (z hlediska praktické užitnosti, ergonomičnosti a rozvržení prostor) a výrazově čerpající částečně z brutalismu. Trasa byla kompaktní celek. Na některých stanicích vznikla ucelená architektonická centra spojující spodní stanici, vestibul, nadzemní prostory a přiléhající budovu do jednoho tvaru.
Před zprovozněním prvního úseku metra se konala obecně, ale i ve sdělovacích prostředcích, velká kampaň propagující nový druh dopravy, po jeho zprovoznění postihly povrchovou dopravu velké reorganizace, hlavně v jižní části města, kde mnohé autobusové a tramvajové spoje ztratily svůj význam.

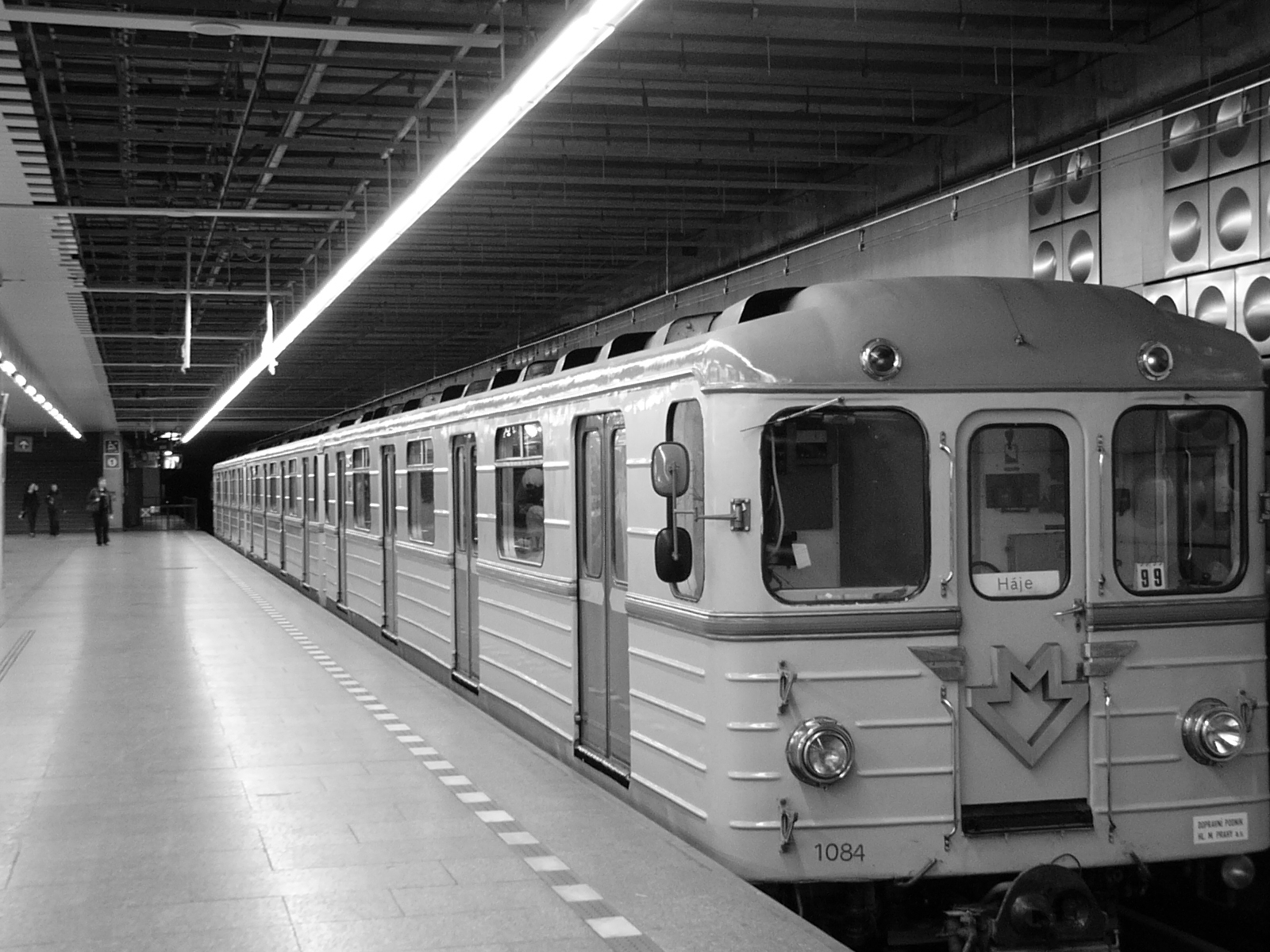
Historická třívozová souprava metra Ečs, s jakými začínal provoz v letech 1974–5
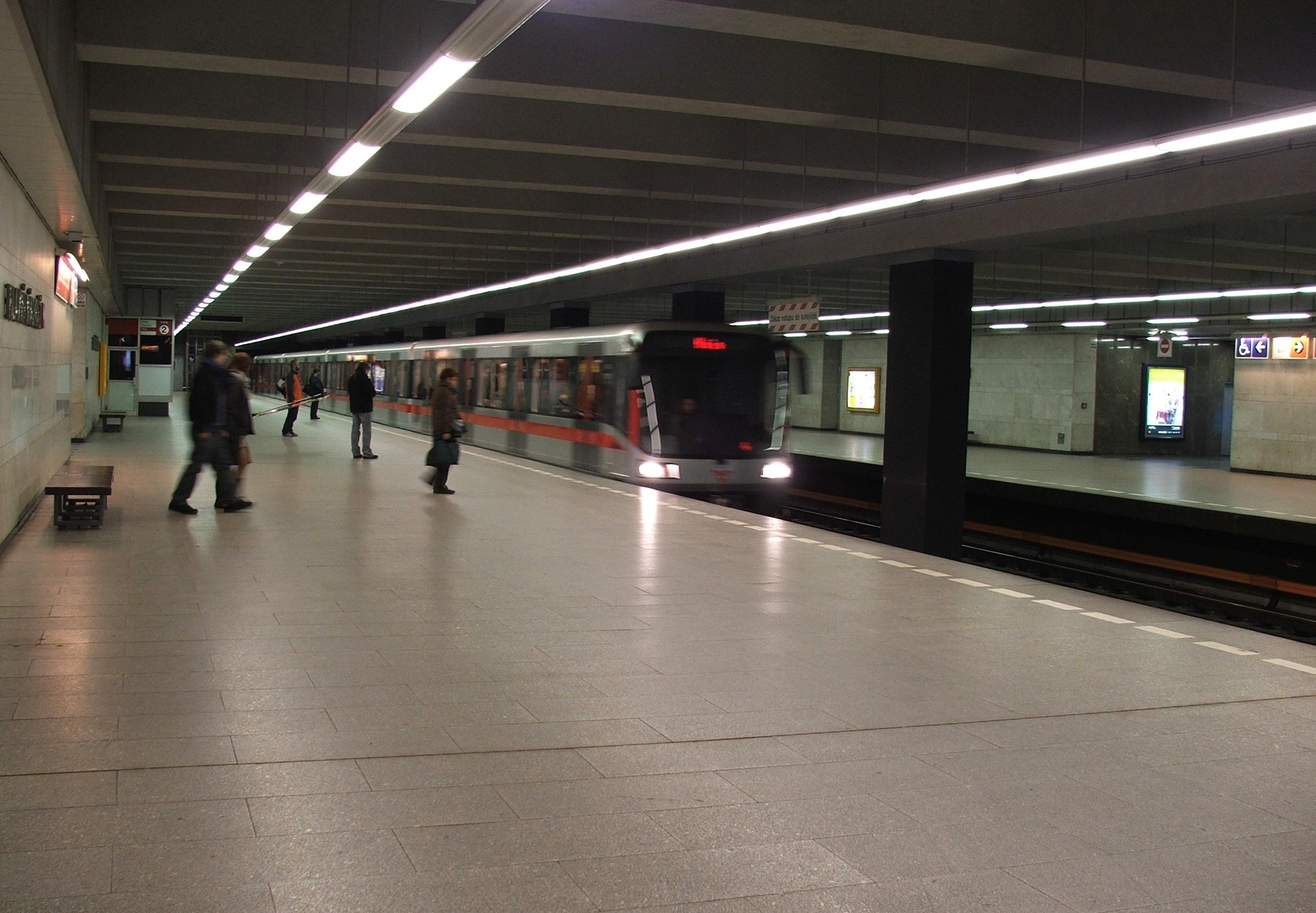
Vlak ve stanici Hlavní nádraží

### Úsek II.C
V roce 1975 byla zahájena stavba druhého traťového úseku linky C z Kačerova do stanice Háje, který tak napojil největší české sídliště, Jižní Město, na hlavní dopravní tepnu Prahy. Úsek má délku 5,3 km, zahrnuje 4 stanice a zprovozněn byl 7. listopadu 1980. Tento úsek byl budován povětšinou jako hloubený, esteticky a architektonicky je však ale již jinde než I.C. Zajímavostí je, že všechny stanice tohoto úseku měly do roku 1990 ideologické názvy: Primátora Vacka (dnes Roztyly), Budovatelů (dnes Chodov), Družby (dnes Opatov) a Kosmonautů (dnes Háje).

### Úsek III.C
Třetí úsek prodloužil linku C severním směrem do stanice Fučíkova (dnes Nádraží Holešovice). Úsek zahrnuje 2,2 km trati a 2 stanice. Jednalo se o první podchod pod Vltavou pro linku C, zamýšleno bylo rovněž jej vést po Negrelliho viaduktu, avšak nakonec zvítězila podzemní varianta. Do provozu byl úsek III. C uveden 3. listopadu 1984.

### Úsek IV.C

#### Úsek IV.C1

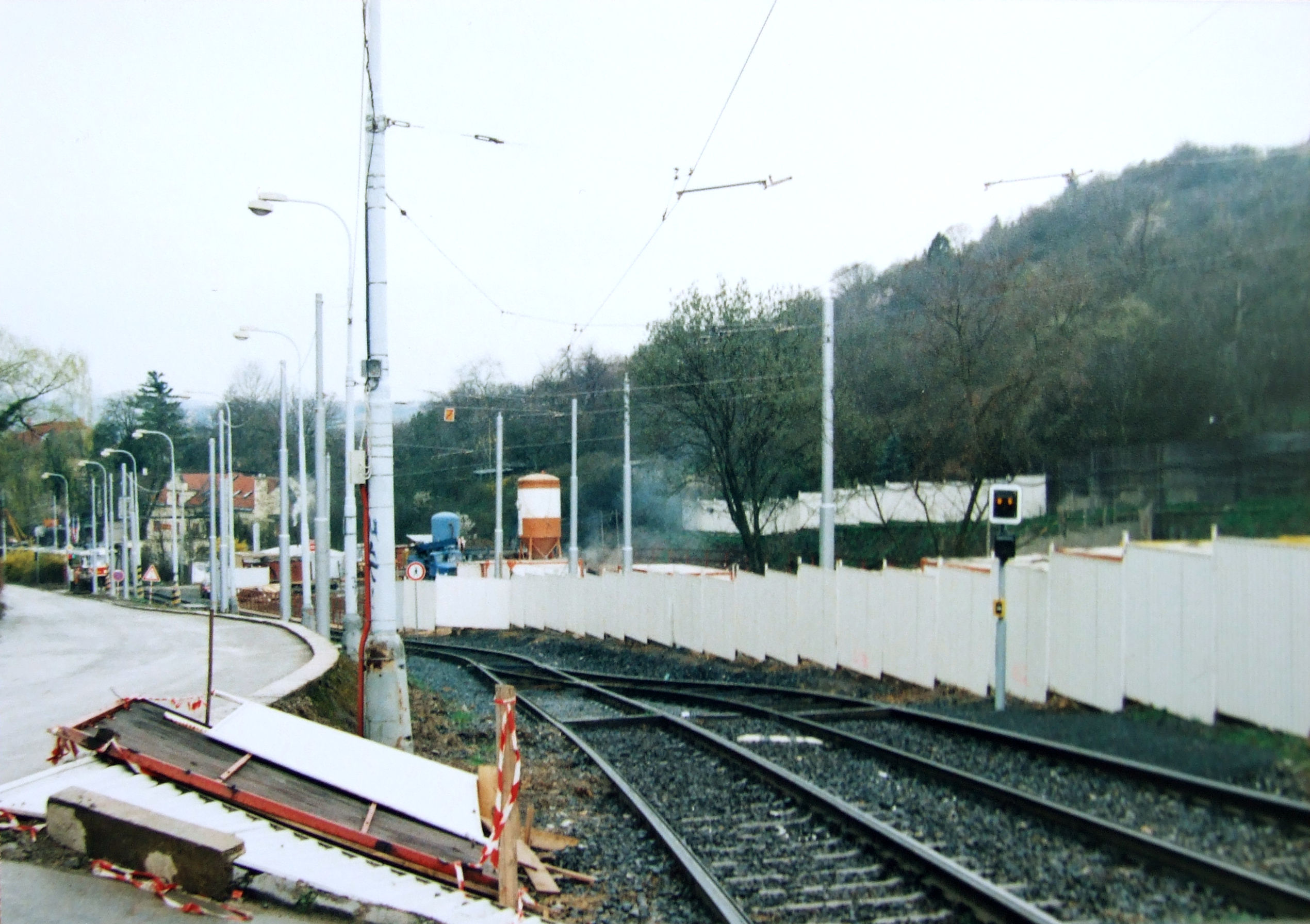
Výstavba metra linky C do Kobylis si vynutila i změny v tramvajové dopravě. Zde jednokolejná tramvajová trať na místě, které křižuje jednokolejný tunel metra

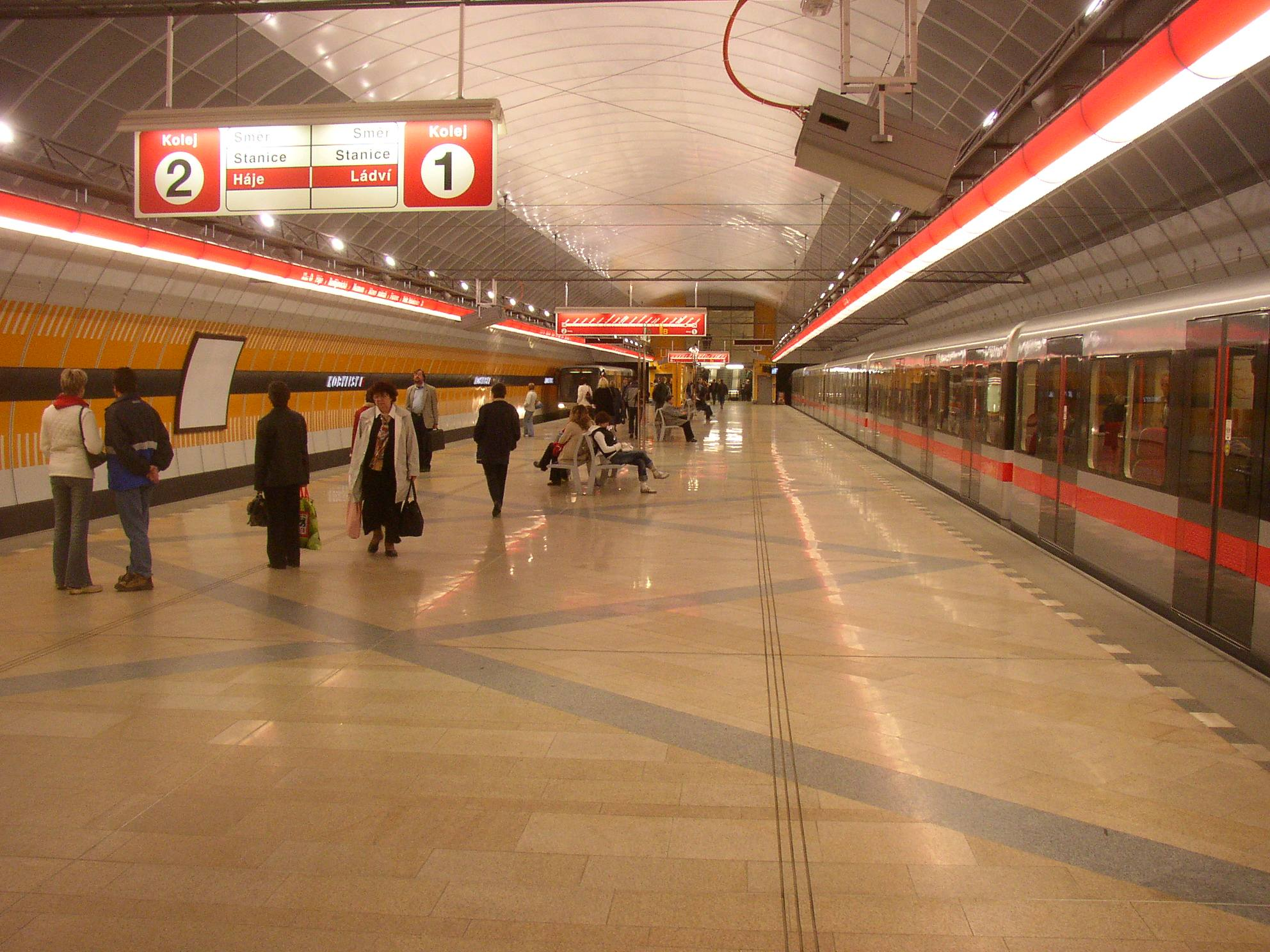
Jednolodní stanice metra Kobylisy, otevřená roku 2004

Čtvrtý úsek linky C byl poprvé v historii pražského metra rozdělen na dva stavební úseky označované jako IV.C1 a IV.C2. Úsek IV.C1 ze stanice Nádraží Holešovice do Ládví o délce 4,0 km a dvou stanicích byl zprovozněn 26. června 2004.
Výstavba první části úseku, IV.C1, byla sice velmi dlouho plánována (a původně měla být zprovozněna již roku 1995), vzhledem k finančním těžkostem ale probíhala až od roku 2000. Úsek od holešovického nádraží až po oblast Ládví však nebyl jednoduchý. Musely být použity nejmodernější technologie. Například hned za stanicí Nádraží Holešovice se nachází řeka Vltava, kterou bylo nutné podejít tunelem, ačkoliv ve starších plánech existovala i varianta vést trať po mostě.
Založení tunelu pod říčním dnem bylo velmi mělké, a tak se rozhodlo vybudovat tunel pod řekou hloubený, pomocí otevřených stavebních jímek, založený pouhých několik metrů pod řekou. Oba tunely, jeden pro každou kolej zvlášť, byly vystavěny v suchém doku na břehu řeky a poté zasunuty pod dno. Speciální bagry vyhloubily v řece rýhu, do které byl tunel vytažen a pomocí hydraulického zařízení ukotven. Následně byl podepřen na příčných pražcích a nakonec zasypán. Jednalo se o unikátní technologii. Stavba a umístění tubusů je zpracována do naučného videa zhotovitelské firmy Metrostav.
Ražené tunely, které se nacházejí v obou dvou mezistaničních úsecích na této trati, byly pro eliminaci pístového efektu vybudovány jako dvoukolejné. Ve stanicích se však nacházejí ostrovní nástupiště; obě koleje se před stanicí rozdělují.
Stanice metra Kobylisy se stala první jednolodní raženou hluboko založenou stanicí metra v Praze. Stanice tohoto typu byly již dlouho pro pražské metro plánovány, počítalo se nejspíš s využitím sovětských technologií, podobně jako třeba v Petrohradu.
Tento úsek drží v pražském metru několik rekordů:
- největší vzdálenost mezi stanicemi – Nádraží Holešovice a Kobylisy, 2748 m
- stanice Kobylisy je položena nejhlouběji pod povrchem v rámci trasy C (31 metrů)
- největší stoupání – mezi Vltavou a stanicí Kobylisy je převýšení 120 metrů

#### Úsek IV.C2

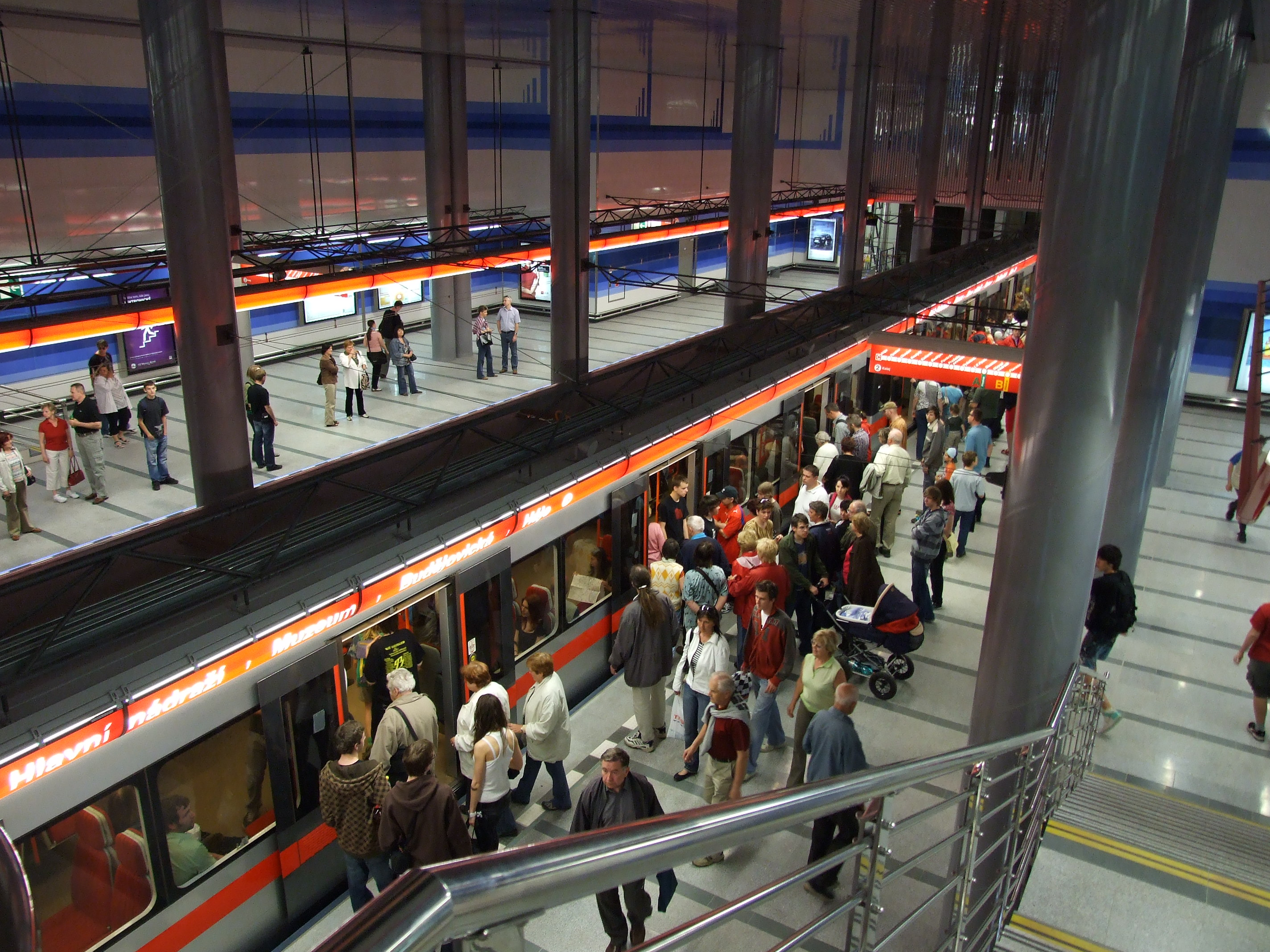
Souprava ve stanici Prosek, otevřené roku 2008

Po otevření prvního úseku se ihned pokračovalo ve výstavbě úseku IV.C2 v délce 4,6 km z Ládví do Letňan. Jeho výstavba trvala téměř čtyři roky, slavnostní otevření se konalo 8. května 2008. Úsek Ládví-Prosek je většinou hloubený v jámě, úsek Prosek-Letňany je kromě krátkých tunelů za stanicí Prosek a před stanicí Letňany ražený. Efektivitu investice zvýšila i skutečnost, že tunel byl ražen jen jeden, a to dvojkolejný. Podobně se postupovalo již u první části úseku IV. C.
Má celkem 3 stanice: Střížkov (poblíž polikliniky Prosek), Prosek (u nákupního domu Billa) a Letňany (u výstaviště PVA). Ve stanici Letňany je netradičně široké nástupiště v pražském metru (15 m, standard linky C je metrů 10). Bylo tak vybudováno kvůli výstavišti PVA a možné výstavbě olympijské vesnice v Letňanech.
Mezi stanicemi Ládví a Letňany byl v pracovních dnech do roku 2018 zaveden tzv. pásmový provoz (do Letňan zajížděla jen každá druhá souprava).

### Přehled úseků
| označení | název                                | zahájení stavby | zahájení provozu  | provozní délka (km) | stavební délka (km) | stanic | náklady (mld. Kč(s)) |
| -------- | ------------------------------------ | --------------- | ----------------- | ------------------- | ------------------- | ------ | -------------------- |
| I.C      | Florenc - Kačerov (vč. depa Kačerov) | 1966            | 9. května 1974    | 6,6                 | 7,0                 | 9      | 2,0                  |
| II.C     | Kačerov - Háje                       | 1975            | 7. listopadu 1980 | 5,3                 | 5,3                 | 4      | 2,0                  |
| III.C    | Florenc - Nádraží Holešovice         | 1978            | 7. listopadu 1984 | 2,2                 | 2,4                 | 2      | 1,5                  |
| IV.C1    | Nádraží Holešovice - Ládví           | 2000            | 25. června 2004   | 4,0                 |                     | 2      | 7,5                  |
| IV.C2    | Ládví - Letňany                      | 2004            | 8. května 2008    | 4,6                 |                     | 3      | 15,5                 |

### Nerealizované návrhy vedení linky C
V 80. letech se uvažovalo o variantě prodloužení severního konce linky C zpět jižním směrem přes Hloubětín a Michli na Pankrác, kde by linka C překřížila sama sebe a dále by pokračovala směrem k Vltavě, jako o alternativě k možné okružní lince E.
V článku Gottwald, Fučík i budovatelé. Stanice měli ještě před 30 lety v deníku Metro ze dne 14. 11. 2019 bylo otištěno schéma pražského metra, které bylo v té době přes 30 let staré a ve kterém se plánované prodloužení linky C za stanicí Fučíkova (později přejmenované na Nádraží Holešovice) po podejití Vltavy stáčí k zoologické zahradě, poté pokračuje přes Bohnice k Ďáblicím.

### Uvažované prodloužení na severním konci
V roce 2018 přišel pražský magistrát s návrhem na prodloužení linky z Letňan do Čakovic. Preferovaná varianta trasy by přišla na 16 miliard Kč, výstavba by trvala 12 let, délka by se prodloužila o 3,5 kilometru a vznikly by 3 nové stanice (Sídliště Letňany, Nové Letňany a Čakovice).

## Rekonstrukce stanic
Stanice v předrevolučních úsecích I.C až III.C (Háje – Nádraží Holešovice) již neodpovídají původnímu stavu; v 90. letech a na začátku 21. století (částečně také kvůli poškození povodní v srpnu 2002) musely být postupně zrekonstruovány. Přestavby mírně změnily interiéry stanic; jedním z jejich cílů však také bylo zachovat původní stav do co největší možné míry.
Na úseku I. C se změnily zejména podhledy ve stanicích a vestibulech, kde jsou použita jiná a výkonnější svítidla, ta svým tvarem a celkovou koncepcí však nezapadají do původního architektonického vyznění. Výtvarně řešené mramorové obložení stěn je poničeno sprejery, špínou a prachem, na mnohých místech však i neodbornou prací při instalaci. Od roku 2008 se začaly navíc do některých stanic umisťovat i reklamní billboardy, a to v dosud nečekané míře.
Významnou změnou pro mnohé stanice bylo také budování bezbariérových vstupů, které si vynutily úpravu hlavně výstupů. Přibyly tak výtahy, a to jak svislé, tak i šikmé.
V říjnu 2018 byl na lince C zaveden jako první ze všech linek pražského metra mobilní signál. Ten byl spuštěn na stanicích i v tunelech, mezi stanicemi Muzeum až Roztyly.

## Stanice
Linka C pražského metra prochází pravobřežní částí centra Prahy v severojižním směru, na obou koncích se stáčí k východu. Na mapách je označována červenou barvou. Má 20 stanic a délku 22,41 km, jízdní doba činí 38 minut. Je to nejstarší a nejvytíženější linka z celé sítě; přepravní kapacita činí ve špičce cca 26 900 osob za hodinu a v sedle cca 12 600 osob. V nejvíce zatíženém úseku (mezi stanicemi I. P. Pavlova a Vyšehrad) je přepravováno přes 291 tis. osob za den.[1] V jízdních řádech je označována jako linka č. 993. Provoz zajišťují od listopadu 2003 výhradně pětivozové soupravy typu M1, dříve to byly soupravy Ečs, soupravy 81-71 a 81-71M, všechny vypravované z Depa Kačerov. Maximální počet souprav na trati v jeden okamžik je 42. Jako 1. kolej je označována ta východní (s provozem z jihu na sever ve směru Háje–Letňany), opačná je označována jako 2. kolej.
| Obr.                             | Název stanice                | Původní název   | Konstrukce stanice                                    | Přístup              | Obrat cestujících (2008) | Obrat cestujících (2015) |
| -------------------------------- | ---------------------------- | --------------- | ----------------------------------------------------- | -------------------- | ------------------------ | ------------------------ |
| Stanice metra Háje               | Háje                         | Kosmonautů      | Hloubená, založená v jámě                             | ()                   | 51 623                   | ▲57 367                  |
| Stanice metra Opatov             | Opatov                       | Družby          | Hloubená, založená v jámě                             | ()                   |                          | 38 702                   |
| Stanice metra Chodov             | Chodov                       | Budovatelů      | Hloubená, založená v jámě                             | Bezbariérový přístup | 68 496                   | ▼57 346                  |
| Stanice metra Roztyly            | Roztyly                      | Primátora Vacka | Hloubená, založená v jámě                             | ()                   | 20 231                   | ▼19 991                  |
| Stanice metra Kačerov            | Kačerov                      |                 | Hloubená, založená v jámě                             |                      | 75 017                   | ▼70 633                  |
| Stanice metra Budějovická        | Budějovická                  |                 | Hloubená, založená v jámě                             | Bezbariérový přístup | 99 798                   | ▼90 324                  |
| Stanice metra Pankrác            | Pankrác                      | Mládežnická     | Hloubená, založená v jámě                             | Bezbariérový přístup | 46 937                   | ▲65 605                  |
| Stanice metra Pražského povstání | Pražského povstání           |                 | Hloubená, založená v jámě                             |                      | 36 805                   |                          |
| Stanice metra Vyšehrad           | Vyšehrad                     | Gottwaldova     | Povrchová, součást jižního předmostí Nuselského mostu | [ 19 ]               |                          | 33 856                   |
| Stanice metra I. P. Pavlova      | I. P. Pavlova                |                 | Hloubená, založená v jámě                             | [ 20 ]               | 118 647                  | ▼102 379                 |
| Stanice metra Muzeum             | Muzeum (přestup na trasu A)  |                 | Hloubená, založená v jámě                             | Bezbariérový přístup | 57 002                   | ▲70 924                  |
| Stanice metra Hlavní nádraží     | Hlavní nádraží               |                 | Hloubená, založená v jámě                             | Bezbariérový přístup | 58 991                   | ▲75 121                  |
| Stanice metra Florenc            | Florenc (přestup na trasu B) | Sokolovská      | Hloubená, založená v jámě                             | Bezbariérový přístup | 65 448                   | ▲78 052                  |
| Stanice metra Vltavská           | Vltavská                     |                 | Hloubená, založená v jámě                             | Bezbariérový přístup |                          | 43 775                   |
| Stanice metra Nádraží Holešovice | Nádraží Holešovice           | Fučíkova        | Hloubená, založená v jámě                             | Bezbariérový přístup | 58 687                   | ▼41 525                  |
| Stanice metra Kobylisy           | Kobylisy                     |                 | Ražená jednolodní                                     | Bezbariérový přístup | 80 541                   | ▼78 459                  |
| Stanice metra Ládví              | Ládví                        |                 | Hloubená, založená v jámě                             | Bezbariérový přístup |                          | 40 330                   |
| Stanice metra Střížkov           | Střížkov                     |                 | Povrchová, založená v jámě                            | Bezbariérový přístup | 23 620                   | ▲29 771                  |
| Stanice metra Prosek             | Prosek                       |                 | Hloubená, založená v jámě                             | Bezbariérový přístup | 11 969                   | ▲16 419                  |
| Stanice metra Letňany            | Letňany                      |                 | Hloubená, založená v jámě                             | Bezbariérový přístup | 30 721                   | ▲32 479                  |

### Stanice Háje (dříve Kosmonautů)

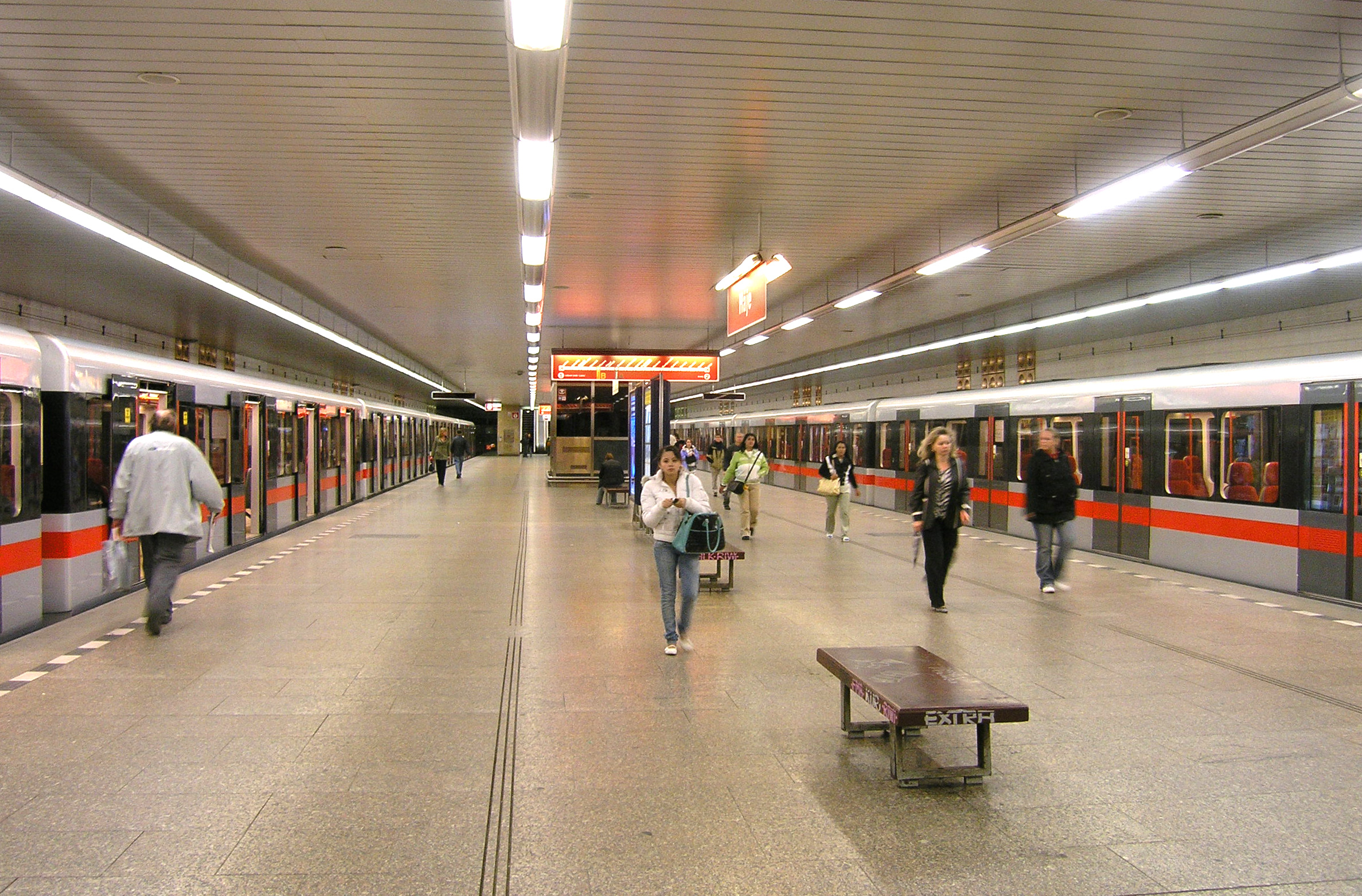
Stanice Háje

Stanice Háje je hloubená, založená v jámě a dlouhodobě koncová stanice na trase C. Konstrukce je monolitická, železobetonová. Je dlouhá 515 m (včetně dvou obratových a dvou odstavných kolejí) a je 11 m pod povrchem náměstí Kosmonautů. Má dva vestibuly – západní, spojený s nástupištěm pevným schodištěm, a východní, z něhož vedou k nástupišti tři eskalátory. Nástupiště stanice je za kolejištěm obloženo mramorovými deskami stejně jako všechny ostatní tehdejší stanice trasy C. Pro symbolické sjednocení s trasou A zde bylo navíc použito několik hnědých hliníkových eloxovaných výlisků jako na trase A. Tato stanice je koncipována jako dlouhodobě koncová. Za stanicí a obratovými kolejemi jsou technologické prostory, které dříve sloužily kromě vlakových čet také pracovníkům údržby vozů. Byla zde zřízena tzv. Stanice provozního ošetření (SPO). Probíhaly zde za provozu základní prohlídky souprav metra. Tyto prohlídky probíhaly vždy na jedné z obratových kolejí. V dnešní době prostory slouží převážně pro vlakové čety (nástupní místo). Výstavba stanice během konce 70. let stála 338 milionů korun. V roce 1987 došlo v prostoru odstavných kolejí k požáru, při kterém však nikdo nebyl zraněn.

### Stanice Opatov (dříve Družby)

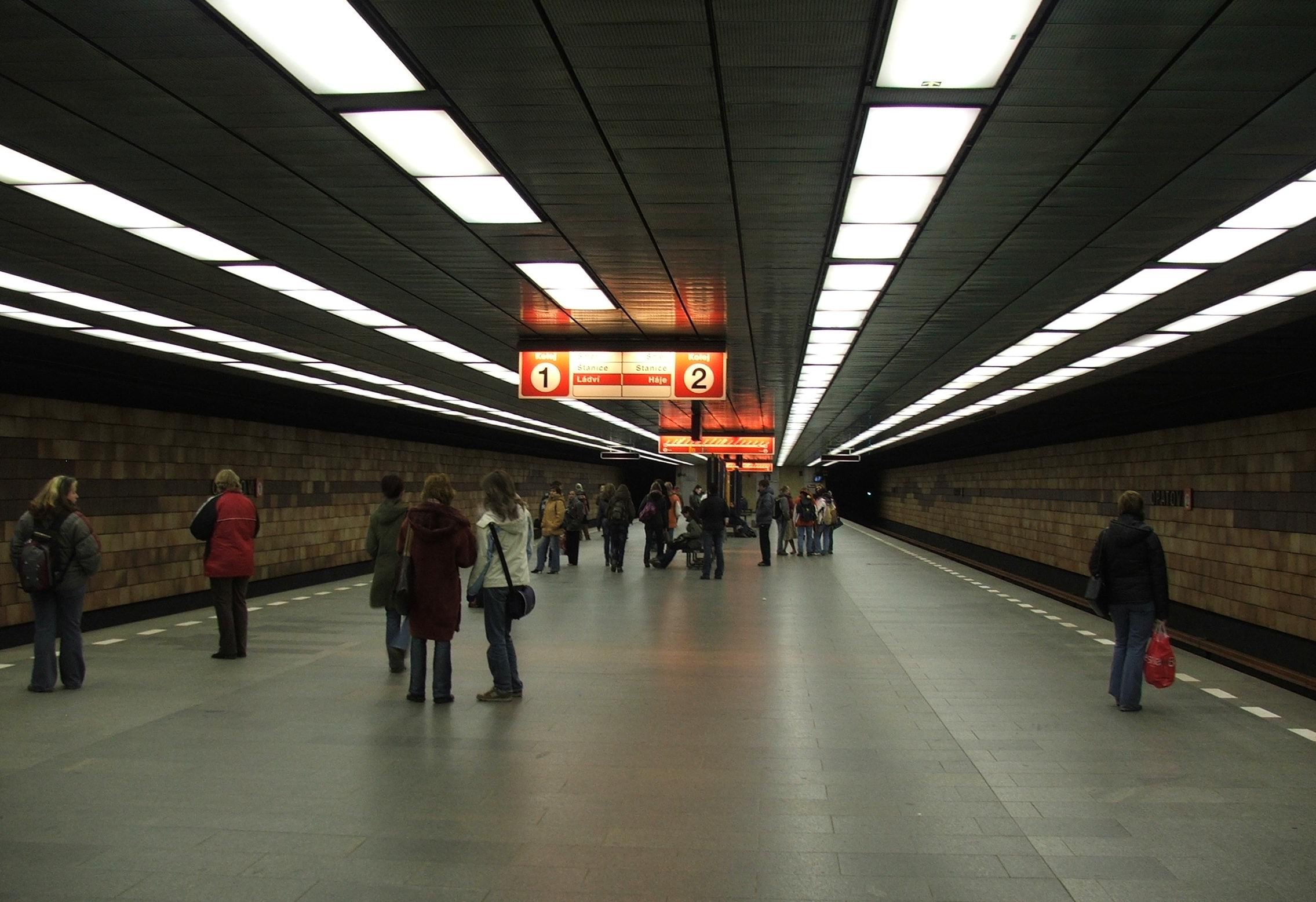
Stanice Opatov

Opatov je hloubená stanice, založená v jámě; konstrukce je monolitická, železobetonová. Nástupiště leží 11 m pod povrchem a není podpíráno sloupy. Obkladem jsou ploché keramické tvarovky různých barev. Dále má stanice 151 provozních místností, které jsou před i za nástupištěm. Z nástupiště vede jen jeden výstup pevným schodištěm do vestibulu nacházejícího se v úrovni okolního zahloubeného terénu. Nouzový bezbariérový přístup do stanice zajišťuje upravený nákladní výtah na druhé straně nástupiště (na východním konci). Vestibul stanice je tvořen mostní konstrukcí Chilské ulice, na níž se nachází i terminál městské a příměstské autobusové dopravy, k němuž z úrovně vestibulu vedou tři eskalátory a jeden točitý chodník. Z vestibulu úrovňově vycházejí chodníky na východ k sídlišti Jižní Město I i na západ k vilové části Chodova (oblast Starochodovské ulice). Na výstavbu stanice bylo vynaloženo 264 milionů Kčs.

### Stanice Chodov (dříve Budovatelů)

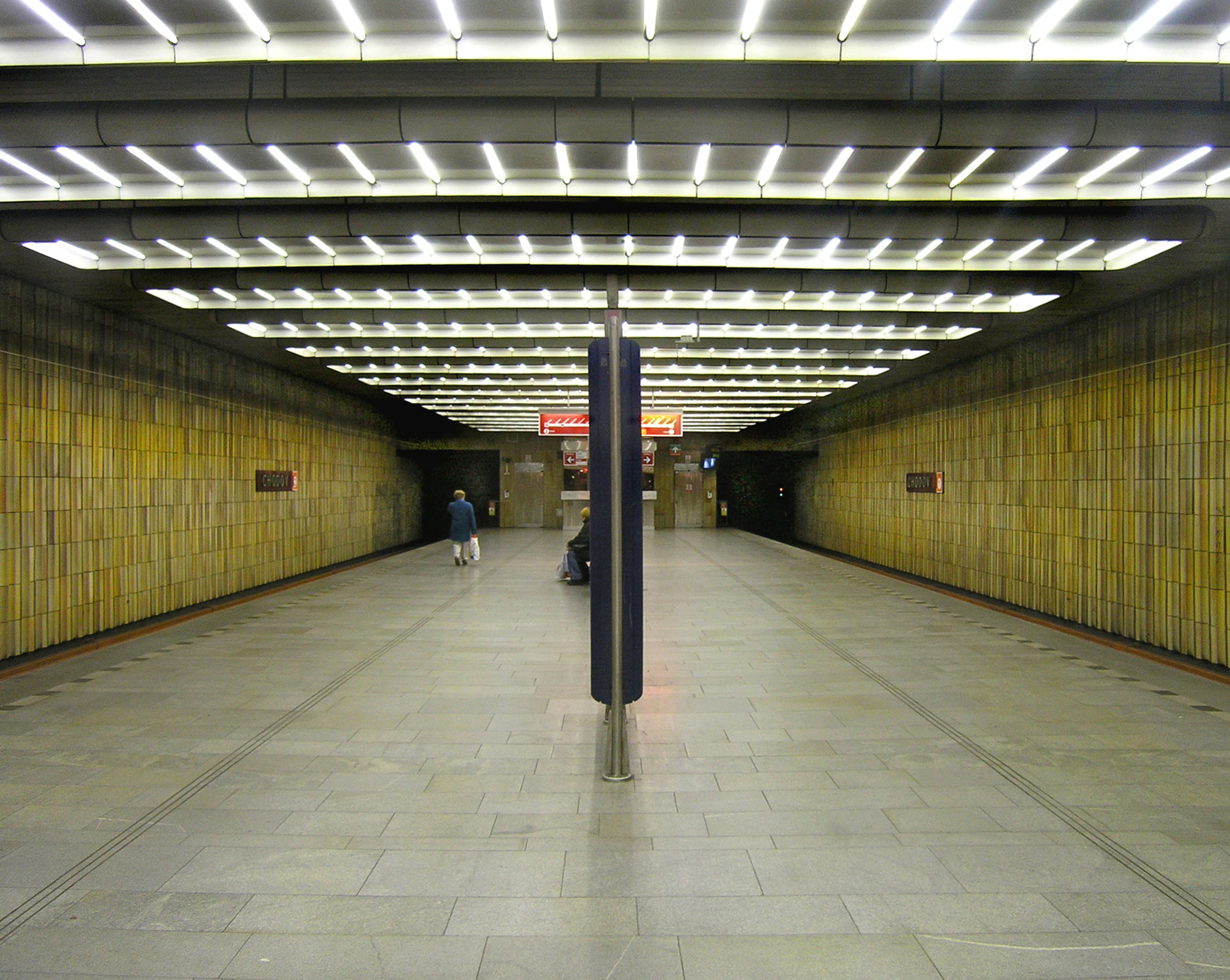
Stanice Chodov

Chodov je hloubená, železobetonová monolitická stanice zastropená předpínanými betonovými nosníky. Dlouhá je 250 m a hluboká 10 m. Nástupiště je velká hala, na které se nenacházejí sloupy. Výstup je jeden, spojený s nástupištěm pevným schodištěm, vedoucí do vestibulu, založeného 5,4 m pod zemí, navazujícího na přilehlý podchod. Tato stanice byla první v pražském metru, ve které byla instalována na pevné schodiště plošina pro imobilní osoby. Obkladem stěn za nástupištěm je přírodní keramika ve tvaru vydutých a vypuklých půlválců. Na výstavbu stanice bylo vynaloženo 168 milionů Kčs. 12. února 2002 byla zahájena úprava stanice pro imobilní osoby včetně rekonstrukce veřejných WC (ukončení 30. 9.2002). Celá stavba byla zkolaudována 24. června (zprovoznění k 1. 7. 2002).

### Stanice Roztyly (dříve Primátora Vacka)

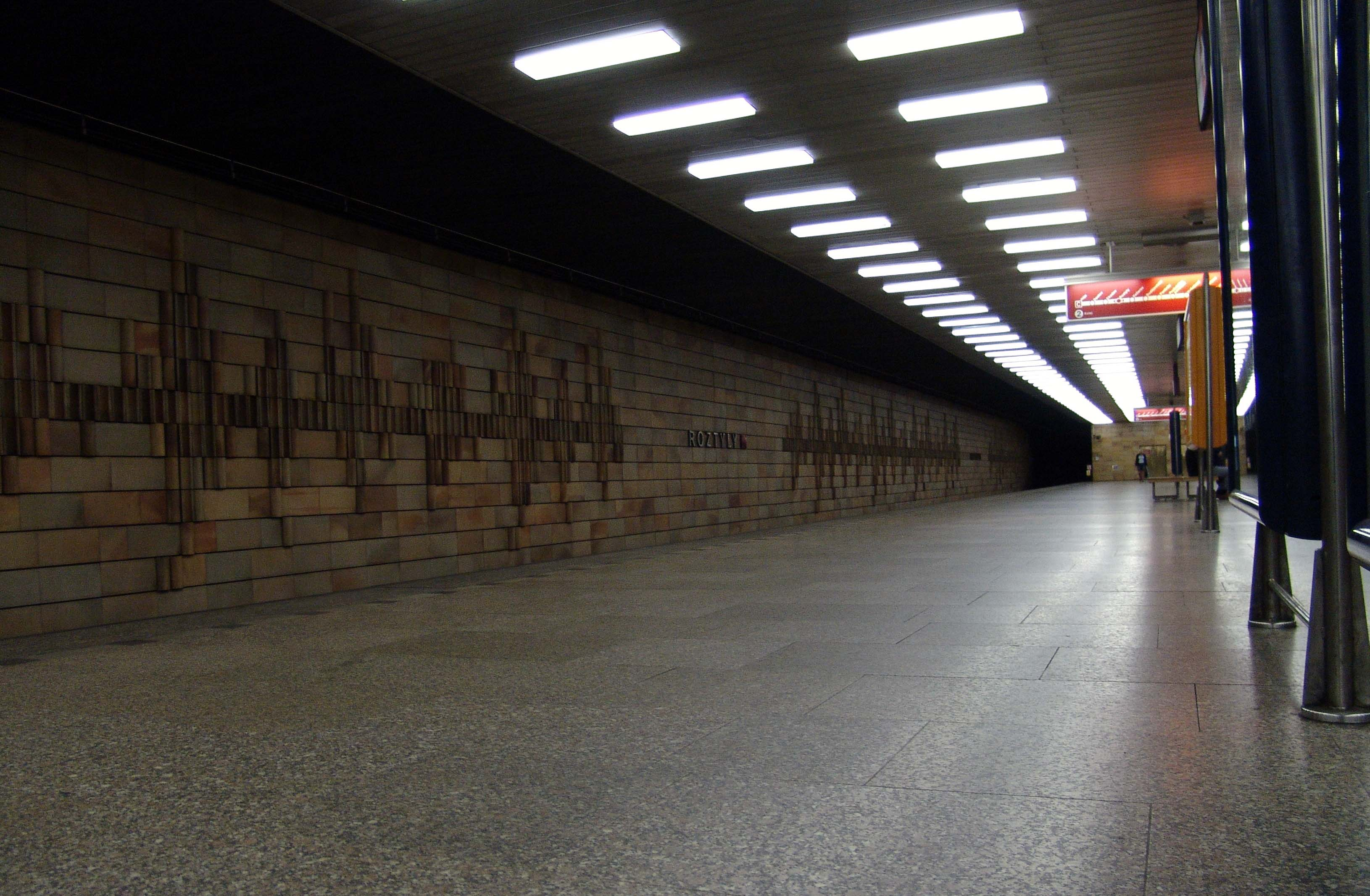
Stanice Roztyly

Stanice je hloubená, mělce založená ve stavební jámě. Je dlouhá 268,7 m (včetně elektrotechnických instalací), 6 m hluboko. Nástupiště je velká hala o šířce 9,96 m a výšce 3,45 m, která je obložená přírodními keramickými tvarovkami a není podpíraná sloupy. Z nástupiště vede jedno pevné schodiště k jedinému vestibulu. Ten je povrchový, ze tří stran prosklený. Na povrchu je umožněn přestup na autobusovou dopravu, je zde zajištěna obsluha přilehlého sídliště a lesoparku. Výstavba stanice na konci 70. let minulého století si vyžádala náklady ve výši 166 milionů Kčs.

### Stanice Kačerov

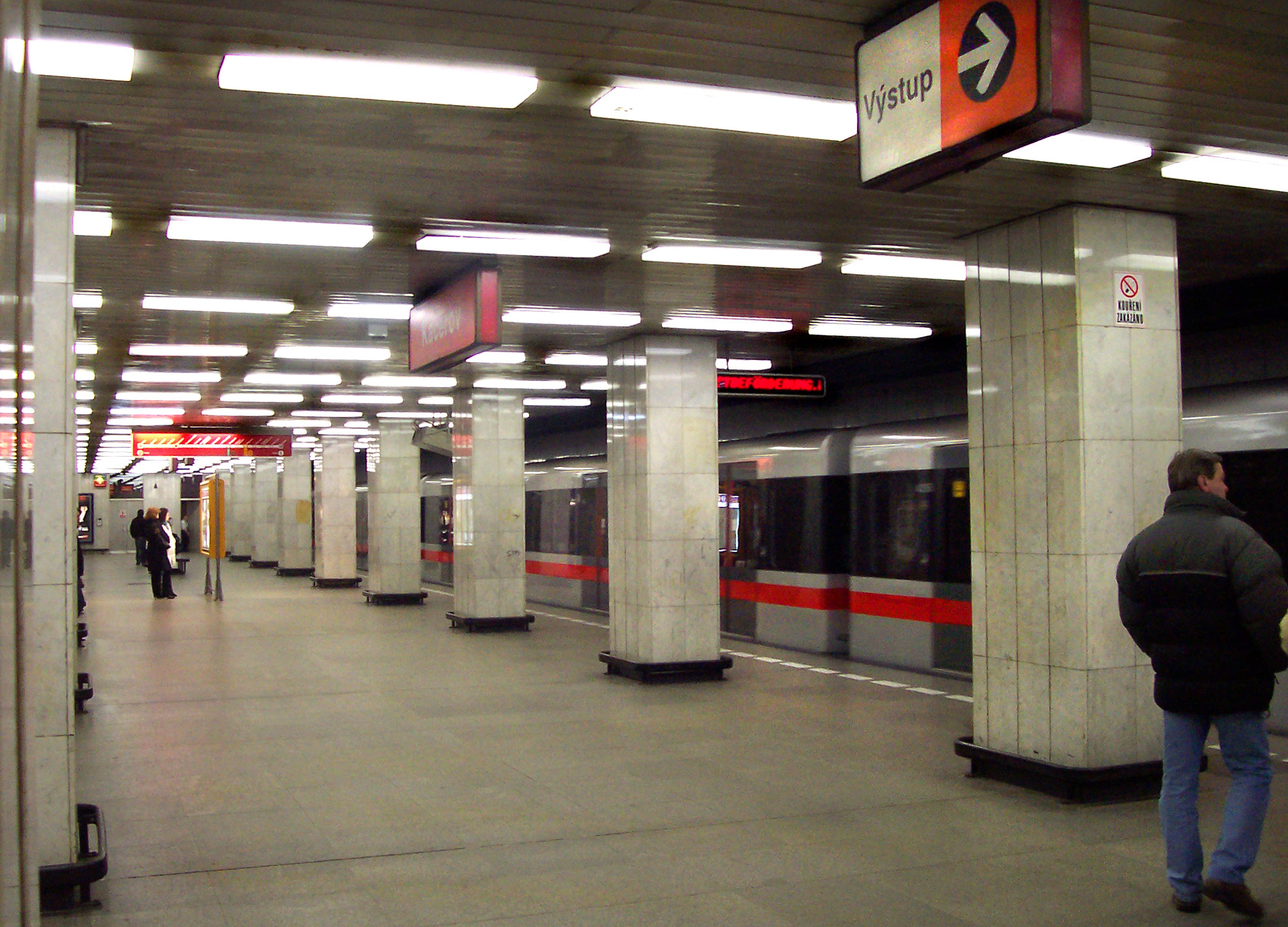
Stanice Kačerov

Stanice je hloubená, postavená v otevřené jámě, do roku 1980 byla dočasně koncová. Nástupiště je jedna velká hala s dvěma řadami sloupů, je uspořádáno ostrovně. Sloupy i stěny jsou obloženy bílými mramorovými deskami, používanými na úseku I.C v hojném počtu. Z Kačerova vede jeden výstup do povrchového vestibulu, který se dále napojuje na autobusový terminál, obsluhující rozsáhlou oblast sídlišť kolem Lhotky, Libuše a Modřan (do roku 1980 navíc obsluhoval Jižní Město, na které tehdy ještě nejezdilo metro). Vestibul je s nástupištěm spojený pevným schodištěm a jedním eskalátorem. Za stanicí se nacházejí koleje vedoucí na povrch do depa Kačerov, které slouží celé trase C. Tyto koleje je možné použít také jako obratové nebo odstavné. Tyto koleje i koleje na Háje jsou vedeny po mostě nad železnicí. Stěny mostu však byly dodány až roku 1980, kdy byla linka prodloužena právě na Háje. Bylo tomu tak, aby denní světlo strojvůdce neoslnilo. Na výstavbu stanice bylo vydáno 130,4 milionů Kčs.

### Stanice Budějovická

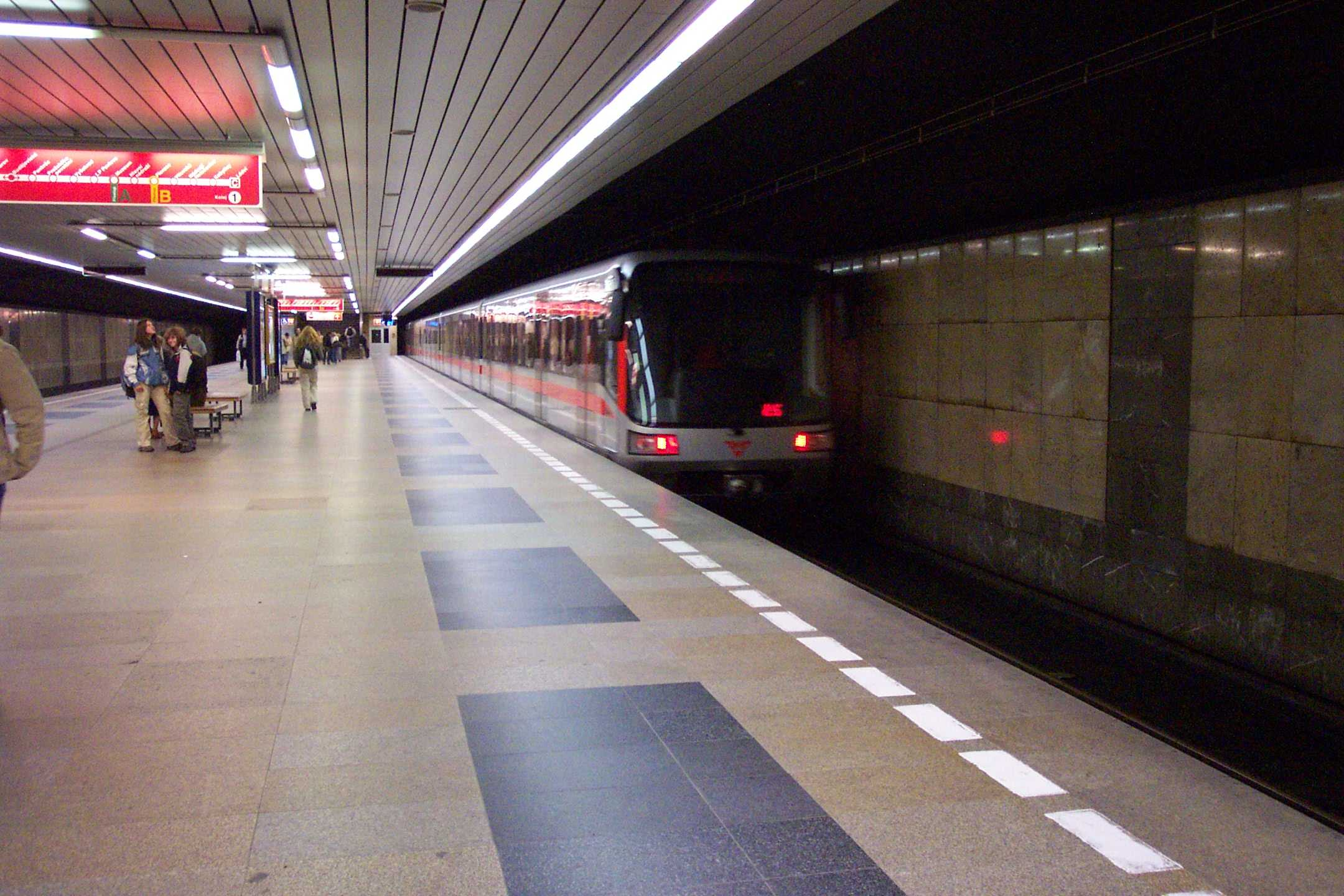
Stanice Budějovická

Stanice se nachází pod Budějovickým náměstím. Je hloubená, stavěná v otevřené jámě. Dlouhá je 286 m, hluboko je 9 metrů a široká je 10,2 m. Nástupiště není podpíráno sloupy, je 3,15 m vysoké. Ze stanice vedou dva výstupy – východní s dvěma eskalátory vedoucí do otevřené pasáže, a západní, spojený s nástupištěm pevným schodištěm a výstupem na ulici Olbrachtovu. Stanice je obložena velkými mramorovými deskami, jak to bylo na úseku I.C zvykem, poprvé v metru tzv. suchou metodou. Výstavba stanice v první polovině 70. let si vyžádala 140,2 milionů Kčs a podílely se na ní i společnosti z Českých Budějovic. Cestující mohli využívat venkovní eskalátory v této stanici od konce roku 1980. 30. června 2004 zde byl zprovozněn i výtah pro imobilní osoby.

### Stanice Pankrác (dříve Mládežnická)

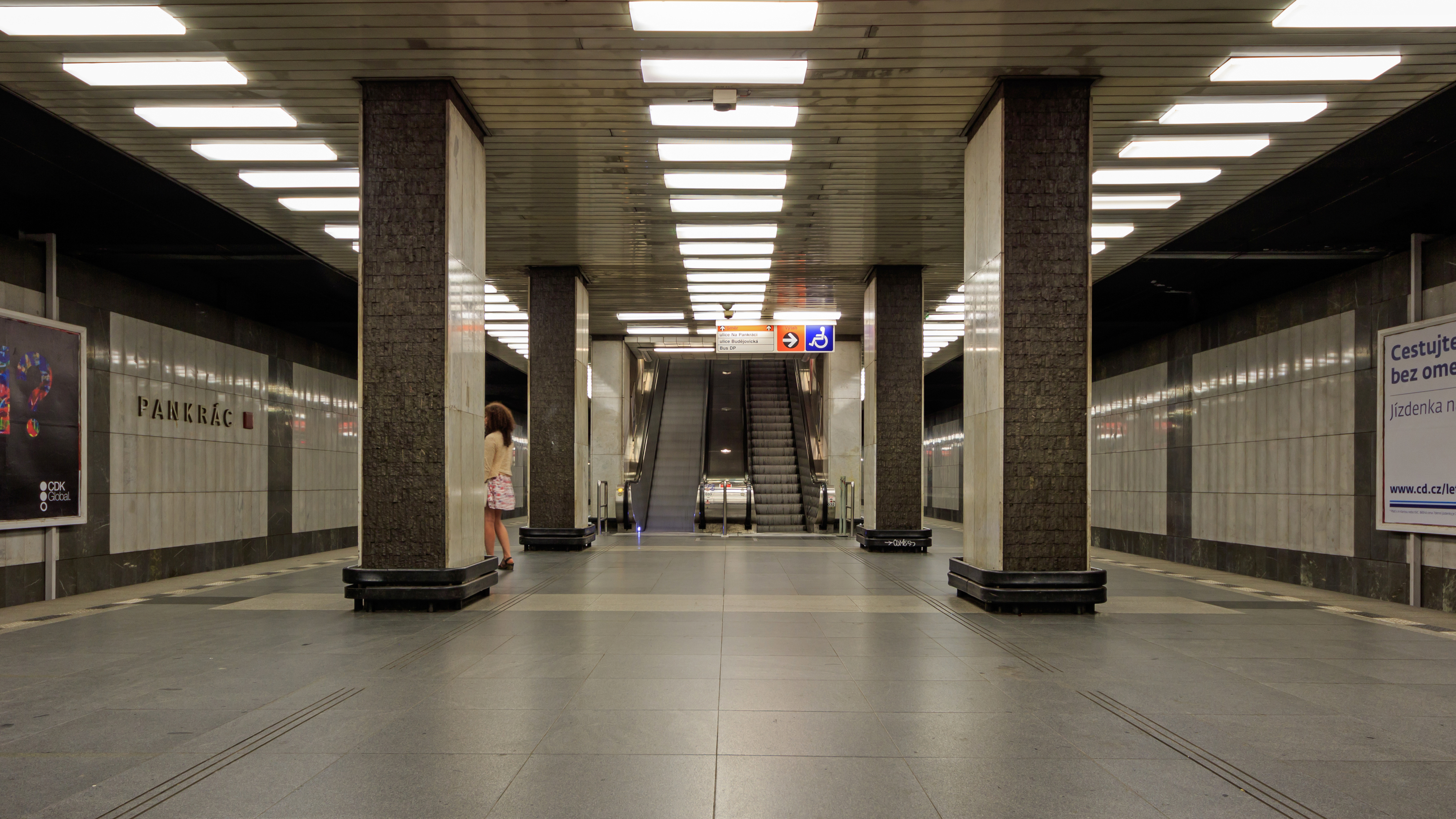
Stanice Pankrác

Stanice Pankrác se nachází pod ulicí Na Pankráci v Praze 4 na katastru Nusle. Je hloubená, založená v jámě hluboké 17 m; samotná stanice je hluboko ale jen 14 m, dlouhá pak 232 m (z toho zhruba 100 m tvoří samotné nástupiště). Pankrác má jeden výstup s jedním podpovrchovým, mělce založeným vestibulem, umístěným přímo nad nástupištěm a spojeným eskalátory vycházejícími přímo z jeho prostředku. Jedná se o podobný systém, jako je ve stanici Ládví. Obkladem stanice jsou mramorové desky. Výstavba stanice mezi lety 1967 a 1974 stála 80 milionů Kčs. Vestibul stanice byl přímo propojen s obchodním centrem Arkády Pankrác, slavnostně otevřeným 14. listopadu 2008.

### Stanice Pražského povstání

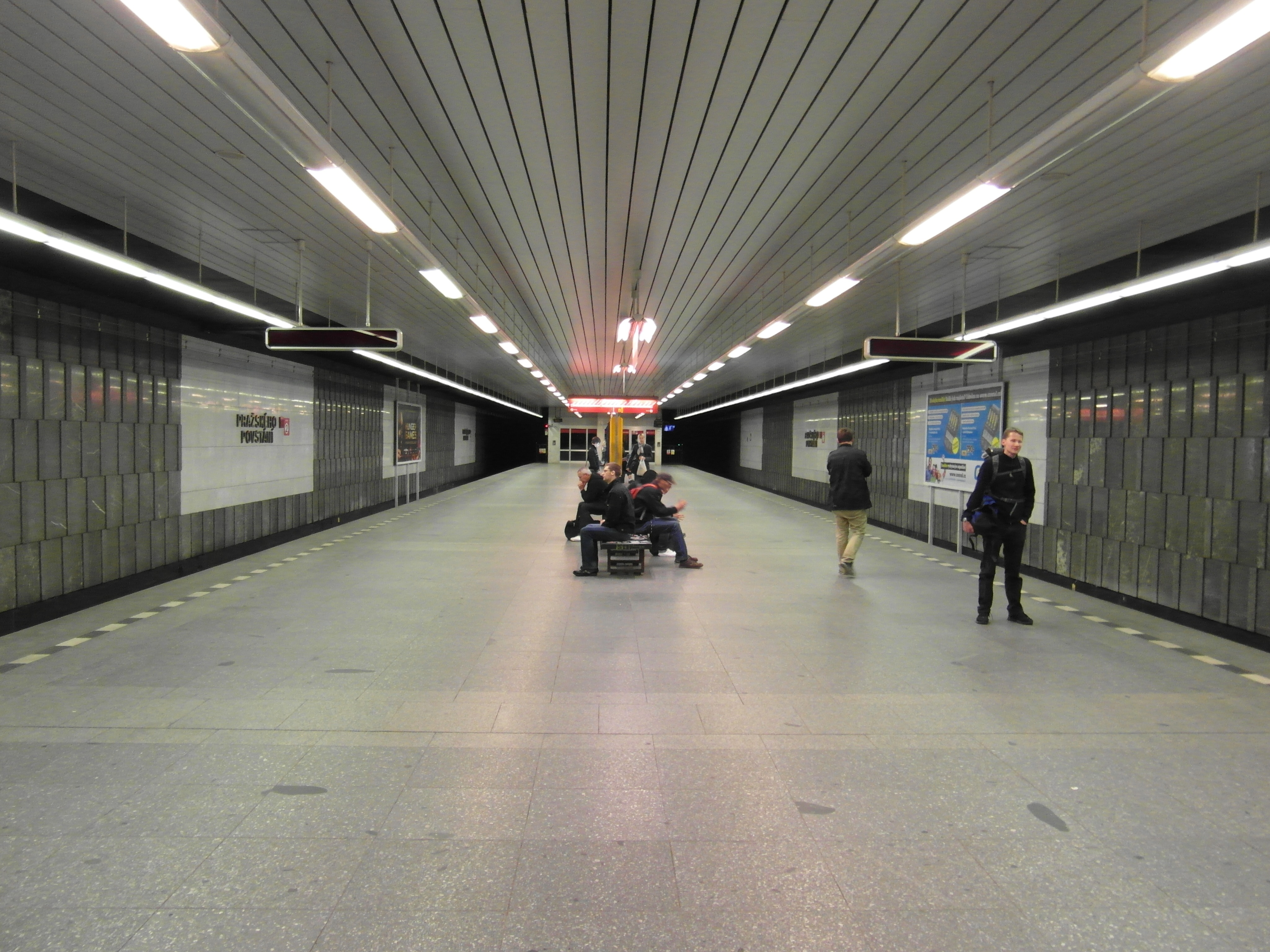
Stanice Pražského povstání

Jedná se o hloubenou jednopodlažní stanici železobetonové monolitické konstrukce, která je postavena ve velké otevřené jámě a zastřešena prefabrikovanými nosníky. Založena byla v osmimetrové hloubce. Její délka činí 257,3 metrů, z toho samotné nástupiště se na ní podílí okolo 100 m. To je ostrovní, o rozměrech 10,2 m (šířka) a 3,3 m (výška). Také je podpíráno dvěma relativně velkými sloupy obdélníkového půdorysu, které jsou umístěny poblíž výstupu ze stanice – ty totiž tvoří podporu ještě také pro kolektor inženýrských sítí umístěný nad samotnou stanicí. Z nástupiště vede ven jeden výstup po pevném schodišti do malého podzemního vestibulu pod budovou Centrotexu, z nějž vede několik výstupů k ulici Na Pankráci na západním okraji náměstí Hrdinů, a to severní směrem k ulici Lomnického a jižní k ulici Děkanská vinice I. Pod žádnou z těchto ulic nevede z vestibulu podchod – je možno je překonat jen po úrovňových přechodech, které jsou vybaveny světelnou signalizací. Směrem ke Kačerovu a stanici Háje se nachází kusá kolej (tzv. jeskyně), která slouží jako odstavná. Opačným směrem, ke stanici Vyšehrad je pak zřízena kolejová spojka umožňující obrat vlaků jedoucích z obou směrů. Obklad stanice tvoří různé mramorové desky, plasticky uspořádané – tmavě šedé (v pozadí) a bílé (v popředí). Stanice byla vybudována v letech 1969 až 1974; náklady na výstavbu dosáhly celkem 110,4 milionů Kčs.

### Stanice Vyšehrad (dříve Gottwaldova)

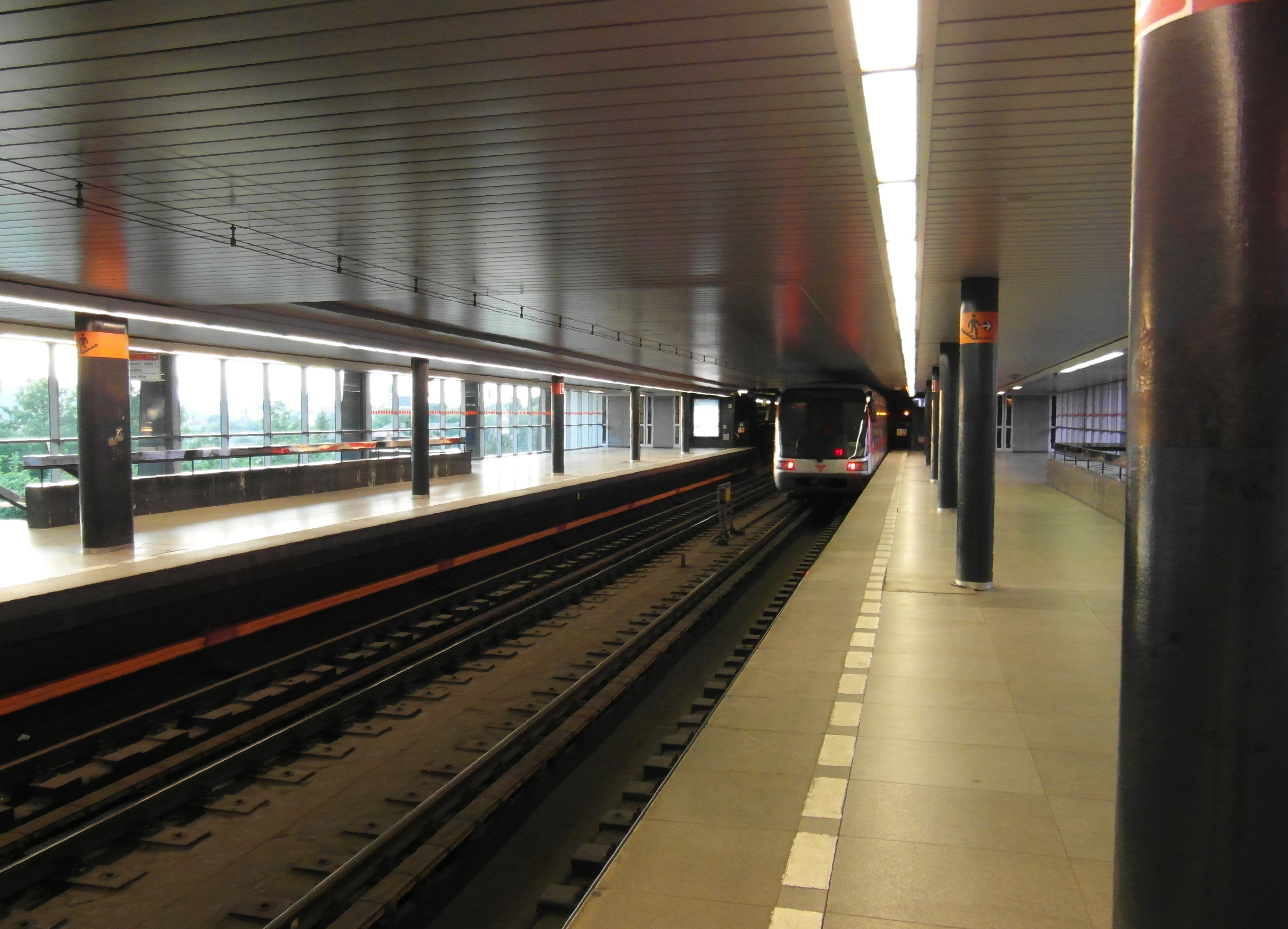
Stanice Vyšehrad

Stanice je povrchová, postavená pod vozovkou magistrály, ležící na Nuselském mostu, je vybudovaná tak, aby podpírala vrchní silnici. Na rozdíl od většiny ostatních stanic, má tato z důvodu vyústění z Nuselského mostu boční nástupiště, což si vynutilo stavbu přilehlého podchodu. Výstupy vedou přímo do parku okolo stanice, ke Kongresovému centru a k hotelu Corinthia. Z bočních stěn stanice je vidět přes Nuselské údolí panorama Prahy, od Pražského hradu z jedné strany po Strašnice ze strany druhé. Tato stanice patřila k nejméně nákladným, stála 43 milionů Kčs. Od Vyšehradu je stanice vzdálená asi 5 minut cesty. Stanice není plně bezbariérová. Bezbariérový přístup má pouze nástupiště ve směru Háje. Ve druhém směru se lze bezbariérově dostat pouze k hotelu Corinthia. Pro bezbariérový přístup ve směru Ládví/Letňany je nutné jet do stanice Pražského povstání (směr Háje) a zde přestoupit na vlak směr Ládví/Letňany.

### Stanice I. P. Pavlova

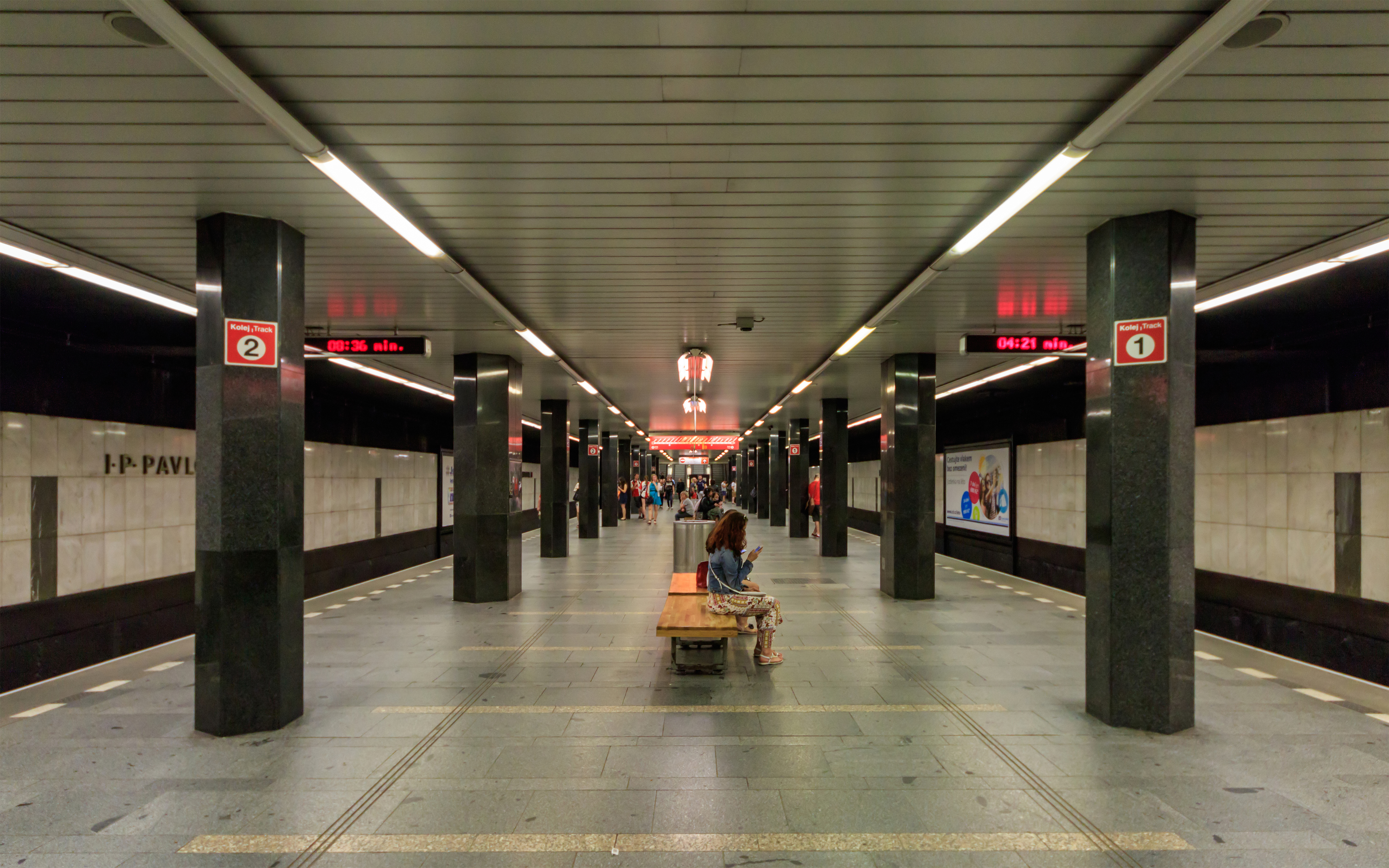
Stanice I. P. Pavlova

Stanice I. P. Pavlova je hloubená, založená v jámě (19 m hluboko). Nástupiště stanice je podpíráno šestibokými sloupy, stěny za stanicí jsou obloženy mramorovými deskami. Z nástupiště vede jen jeden výstup krátkým eskalátorovým tunelem se čtyřmi eskalátory do velkého podzemního vestibulu pod náměstím s pouze čtyřmi výstupy (pátý, vedoucí na Václavské náměstí, nebyl kvůli zachování zeleného pásu vybudován). Stanice umožňuje přestup na velké množství tramvajových linek. Ve směru od stanice Vyšehrad jsou před vlastní stanicí v obou kolejích odbočky na traťové spojky na trasu A, které ústí ve stanici Náměstí Míru. Spojka, která je v 1. koleji (kolej, po které jede vlak ze stanice Háje do stanice Letňany), se jmenuje C – A. Spojka ve 2. koleji se jmenuje A – C. Zajímavostí těchto spojek je, že jede-li vlak z Depa Kačerov do Depa Hostivař a naopak, nemusí měnit směr jízdy. Tato podmínka byla zadána již při projektu, dochází k podstatné úspoře času – strojvedoucí nemusí nikde přecházet. Obě spojky je samozřejmě možno využívat obousměrně. Na výstavbu stanice v letech 1970–1974 bylo vynaloženo 160,8 milionů Kčs. Od 31. srpna 2015 je stanice bezbariérová. Bezbariérový výstup ze stanice ústí do přízemí domu v Legerově ulici s přímým výstupem na chodník.

### Stanice Muzeum

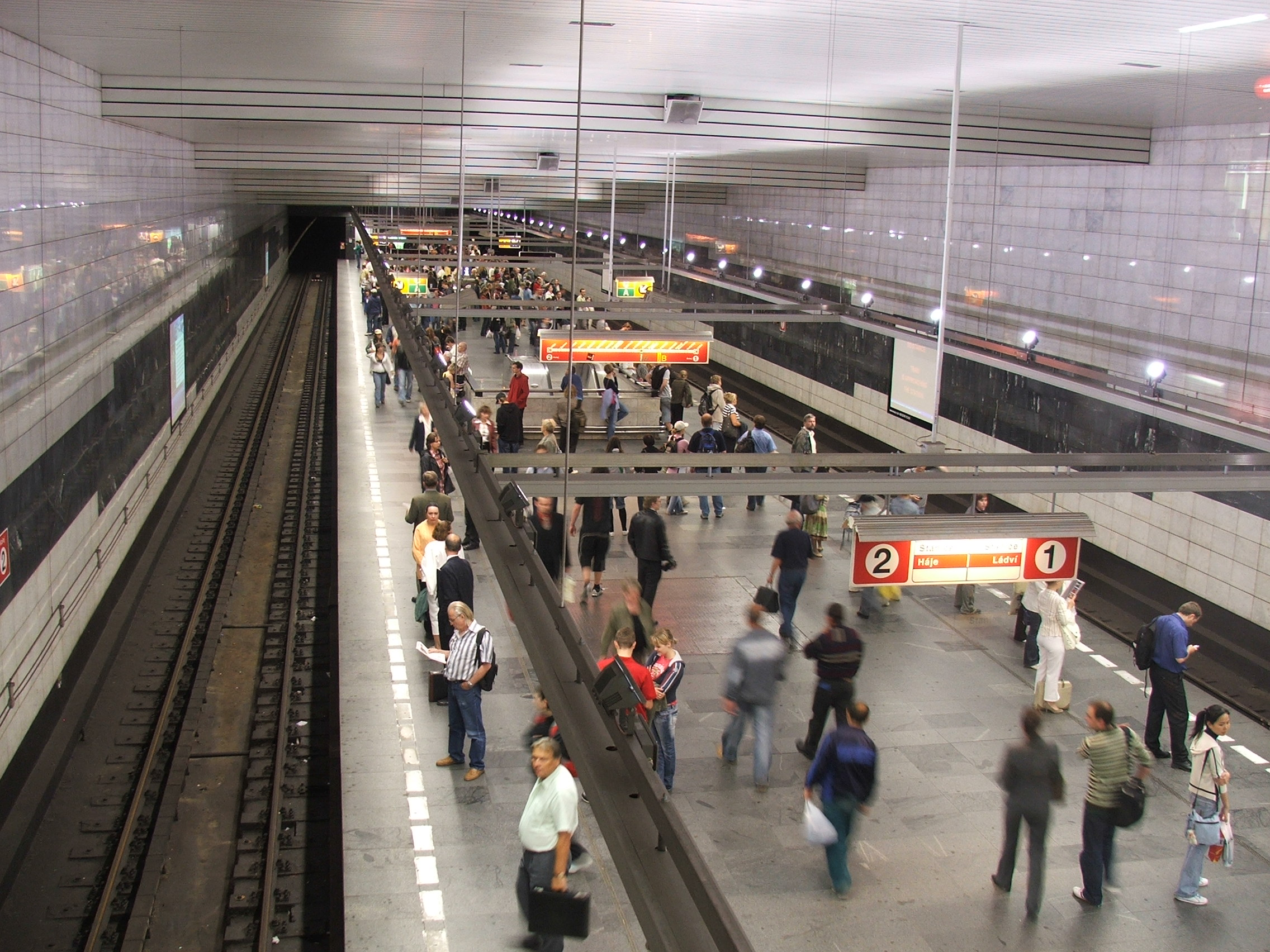
Stanice Muzeum

Stanice se nachází mělce pod povrchem a vede podélně s magistrálou, severojižním směrem. Nástupiště nacházející se v hloubce 10 m, má tvar jedné velké haly bez sloupů, z níž vede výstup po pevném schodišti do podzemního vestibulu společného pro trasu A i C. Uprostřed nástupiště jsou výstupy z přestupních eskalátorů z trasy A. Stěny v prostoru nástupiště jsou obloženy mramorovými deskami.Strop se směrem k Hl. nádraží schodovitě snižuje. 19. srpna 1993 byla zahájena výměna krátkého dvouramenného eskalátoru původem od firmy Transporta ve stanici Muzeum-C za nový od firmy OTIS. Práce trvaly až do zimy a cestující mohli nový eskalátor využívat od 20. prosince 1993. V tomto roce také ještě bylo úspěšně zavedeno řízení technologických zařízení, a to včetně rekonstrukce rozvodů nízkého napětí. Ke konci 90. let byly také vyměněny podhledy, místo starých světel umístěných na stropě stanice se objevily dvě řady zavěšených nosičů svítidel. V období 16. 6. 2001 – 10. 11. 2001 proběhla rekonstrukce přestupu ve stanici, včetně výměny přestupních eskalátorů za Schindler a Thyssen.

### Stanice Hlavní nádraží

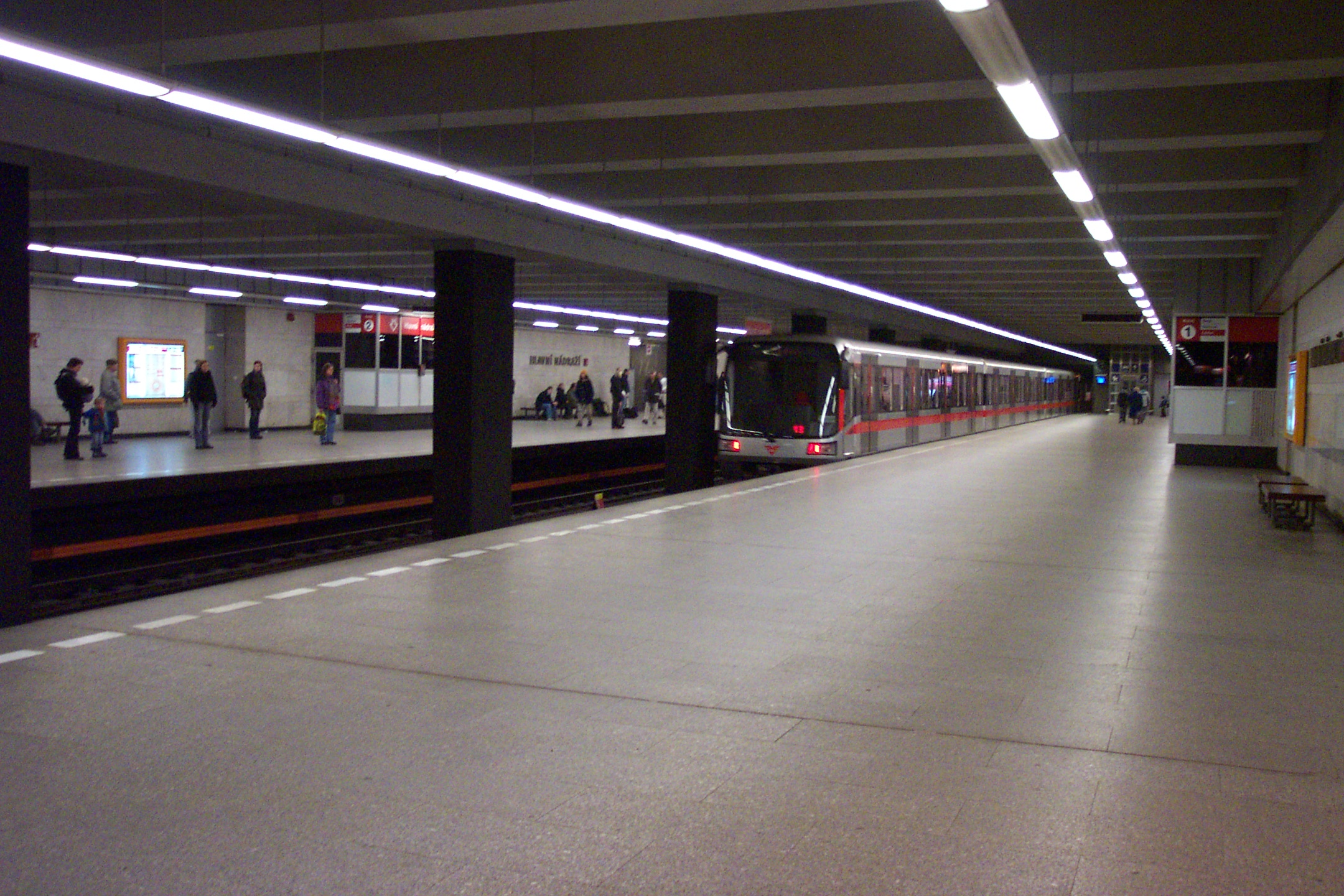
Stanice Hlavní nádraží

Hlavní nádraží je hloubená stanice stavěná v otevřené jámě, nad níž byla vystavěna nová odbavovací hala Hlavního nádraží. Má boční nástupiště, mezi kolejemi jsou umístěny sloupy. Je dlouhá 222 m (včetně technologických instalací) a nachází se 9 m pod povrchem. Z každé strany nástupiště vedou do odbavovací haly dvě pevná schodiště a dva eskalátory. Na výstavbu stanice bylo vynaloženo 61 milionů Kčs. Stanice byla první, která se začala stavět, v roce 1972 už byla téměř hotová. Boční nástupiště jsou důsledkem toho, že původně místo metra měla být podpovrchová tramvaj, a to v úseku Pankrác – Hlavní nádraží. Koncepci bylo možno změnit u dalších rozestavěných stanic, ne však u této, která již byla téměř dokončená. Mezi stanicemi Muzeum a Hlavní nádraží je částečně dvoukolejný tunel, navíc je tento mezistaniční úsek se svou délkou 425 m nejkratší v celé síti pražského metra.

### Stanice Florenc (dříve Sokolovská)

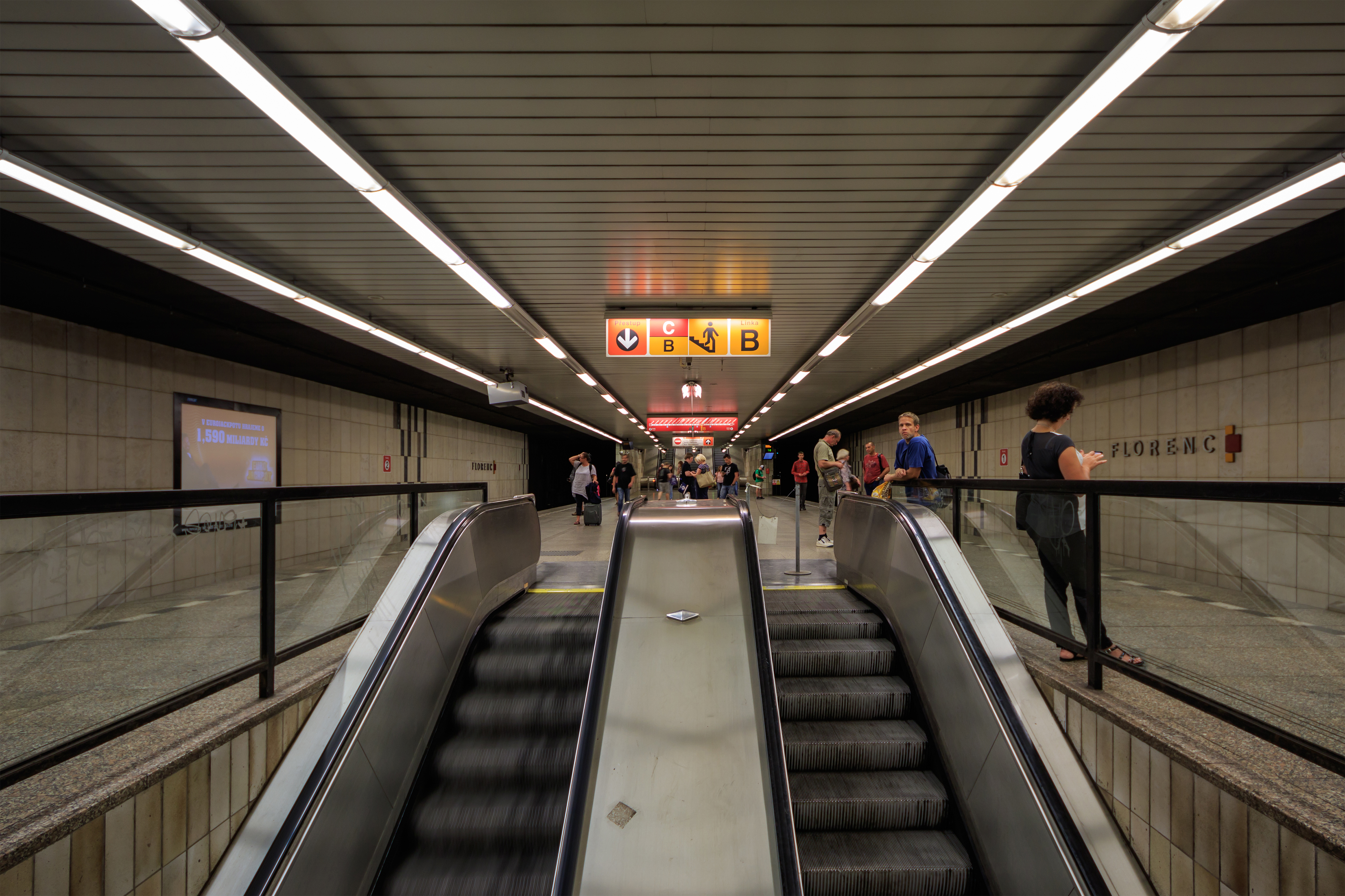
Stanice Florenc

Na této trase je stanice hloubená, bezpilířová se stropem z prefabrikovaných nosníků, nad ním se nachází rozlehlý vestibul s pasáží, spojující oba výstupy. Nástupiště je obloženo deskami z mramoru a liberecké žuly. Z jeho prostředku vedou eskalátory dolů, pod úroveň stanice, a napojují se tam na zmíněnou přestupní chodbu na linku B. Nachází se v hloubce 9,35 m pod povrchem. Ze stanice vycházejí dva přímé výstupy; jižní, který vede po pevném schodišti k autobusovému nádraží Florenc a severní, po tříramenném krátkém eskalátoru, který má společný povrchový vestibul s přímým výstupem z linky B (ten byl dobudován až roku 1985). Obklad stanice v prostoru přestupní chodby tvoří břidlicové destičky a červený železnobrodský fylit. Na výstavbu stanice mezi lety 1969–1974 bylo vynaloženo 210 milionů Kčs. Florenc C plnila do roku 1984 funkci konečné stanice, než byl otevřen úsek III.C na Nádraží Holešovice. Na rozdíl od ostatních stanic se zde vlaky obracely před stanicí, nikoliv za ní. Do roku 1978 neexistovaly severním směrem od stanice Florenc C odstavné koleje (ty byly dobudovány až jako stavba I.C7), jedinou možností obracení vlaků tedy bylo použít kolejový přejezd, který se nachází právě před nástupištěm stanice. V jako jednom z mála míst v síti pražského metra zde má kolejiště štěrkové lože.

### Stanice Vltavská

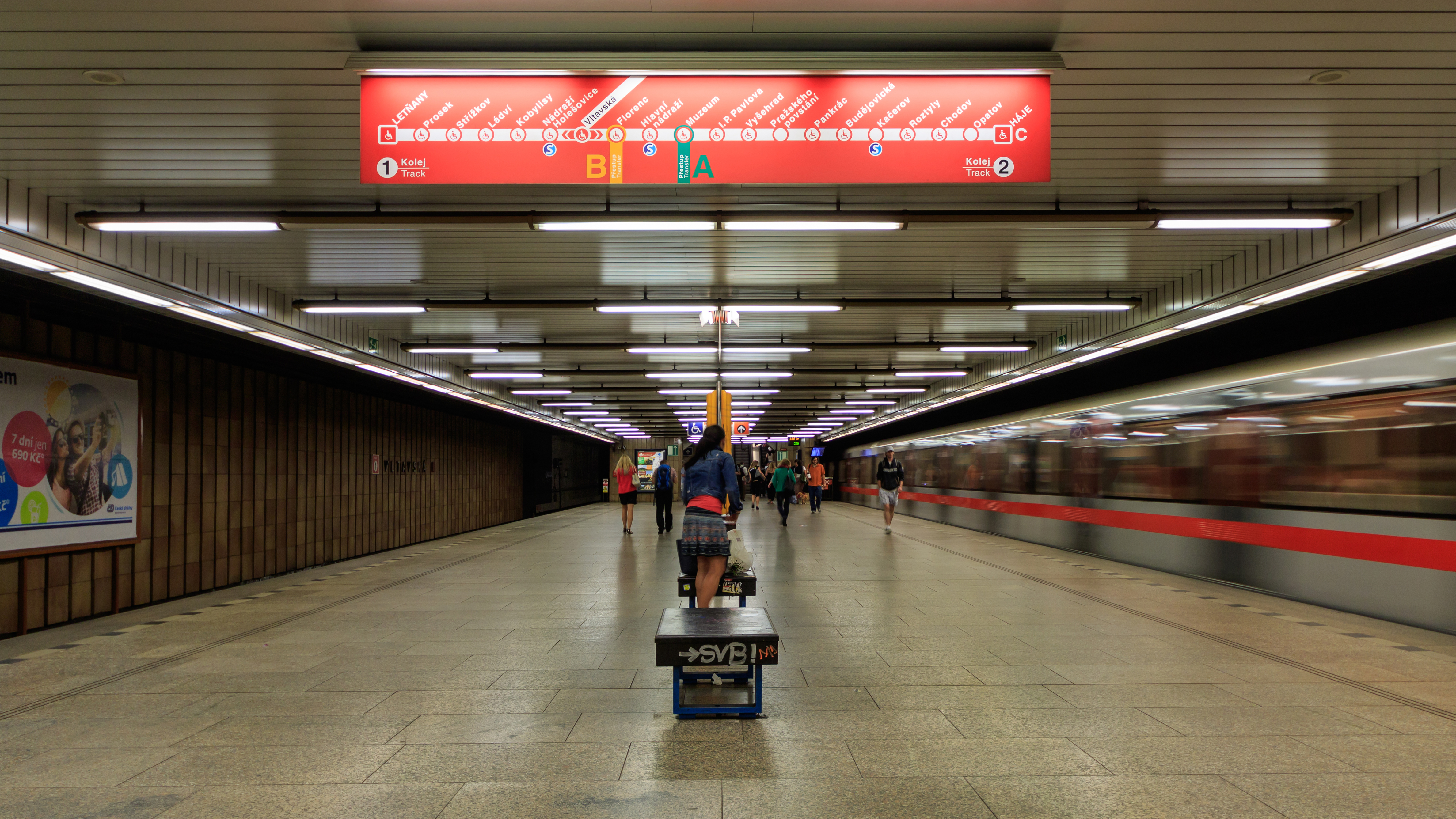
Stanice Vltavská

Stanice Vltavská je hloubená, založená v otevřené jámě, zajištěné kotvenými pilotovými stěnami. Je jednou z nejhlubších stanic na trase C (do roku 2004 nejhlubší), založená 20,75 metrů pod zemí. Vzhledem k praxi při výstavbě a návrhu stanic pražského metra je toto řešení atypické; běžně se v této hloubce zakládají stanice ražené (například Želivského). Složité podmínky a snaha o zajištění unifikace návrhů na lince C tak přivedly architekty a projektanty stanice k současnému řešení. Prostor mezi nástupištěm a povrchovou úrovní nezůstal nevyužit; na celkem čtyřech patrech se nachází na tři sta místností, z kterých mnohé využívá třeba i Záchranná služba Hlavního města Prahy. Velkou část také tvoří parkovací místa. Nástupiště se nachází pod bývalou jihozápadní částí nádraží Praha-Bubny (právě tato jeho část musela být v roce 1978 kvůli výstavbě metra zrušena; počítalo se však s kompletní likvidací této železniční stanice, takže nebyla později obnovena). Realizován byl pouze jižní výstup, který byl vyveden z nástupiště pomocí tříramenných eskalátorů Transporta (v roce 2003 vyměněny a zúženy tak, aby jedno rameno mohlo být změněno na plošinu pro invalidy) do mělkého vestibulu. Ten umožňuje kromě výstupu na uliční úroveň i přestup na tramvajovou dopravu. Obklad stěn v prostoru nástupiště tvoří tvarovky z přírodní keramiky, použité i na úseku II. C a později i III. B. Mezi nimi jsou umístěné mosazné pásy.

### Stanice Nádraží Holešovice (dříve Fučíkova)

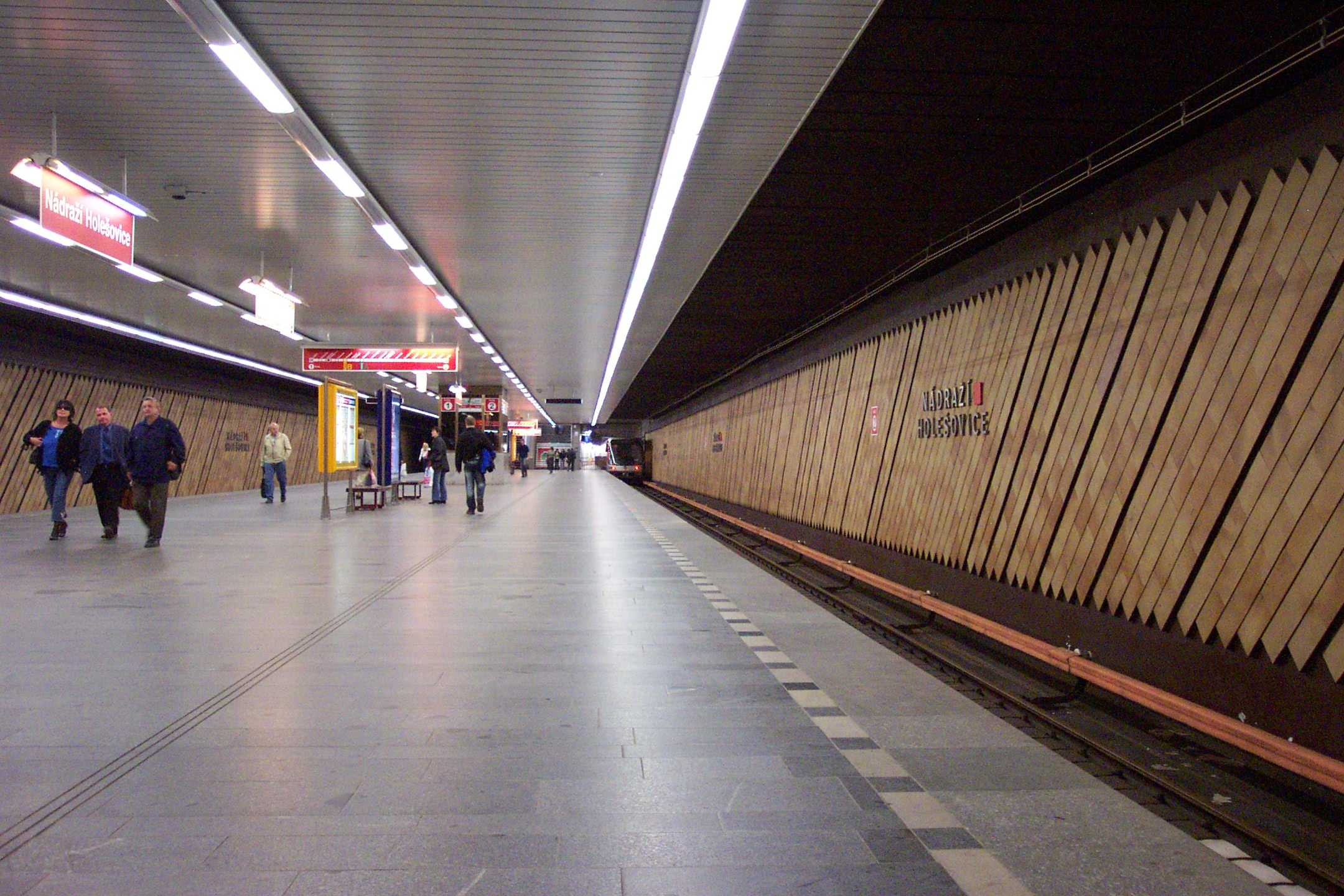
Stanice Nádraží Holešovice

Až do roku 2004 byla nejsevernější stanicí metra C, ale poté byla trasa prodloužena až do stanice Ládví a posléze, v roce 2008, až do stanice Letňany. Stanice je hloubená, s dvěma obratovými kolejemi, s dvěma vestibuly. Nachází se jen 7 m pod zemí, což v letech 2000-2004 působilo inženýrům pracujícím na výstavbě úseku IV.C1 velké potíže; nakonec museli odstavné koleje ohnout dolů, aby vůbec mohla trasa vést pod Vltavou. (Původní plány z 80. let počítaly s tím, že Vltava bude překonána mostem.) Povodně v srpnu 2002 stanici zatopily a voda následně pronikla i na stavbu prodloužení a do již vybudovaných a vysušených tunelů pod Vltavou (zpřístupněných krátce předtím na dni otevřených dveří). Z nástupiště vedou dva výstupy – jižní, který vede po eskalátorech do povrchového proskleného vestibulu k tramvajové zastávce a terminálu autobusů (do roku 2004 významný přestupní bod pro MHD ze sídlišť na Severním městě; více viz Holešovice) a severní, vedoucí po pevném schodišti (nedávno dostavěn také výtah) k odbavovací hale nádraží Praha-Holešovice. Stanice byla stavěna na začátku 80. let, celkové náklady činily 319 mil. Kčs.

### Stanice Kobylisy

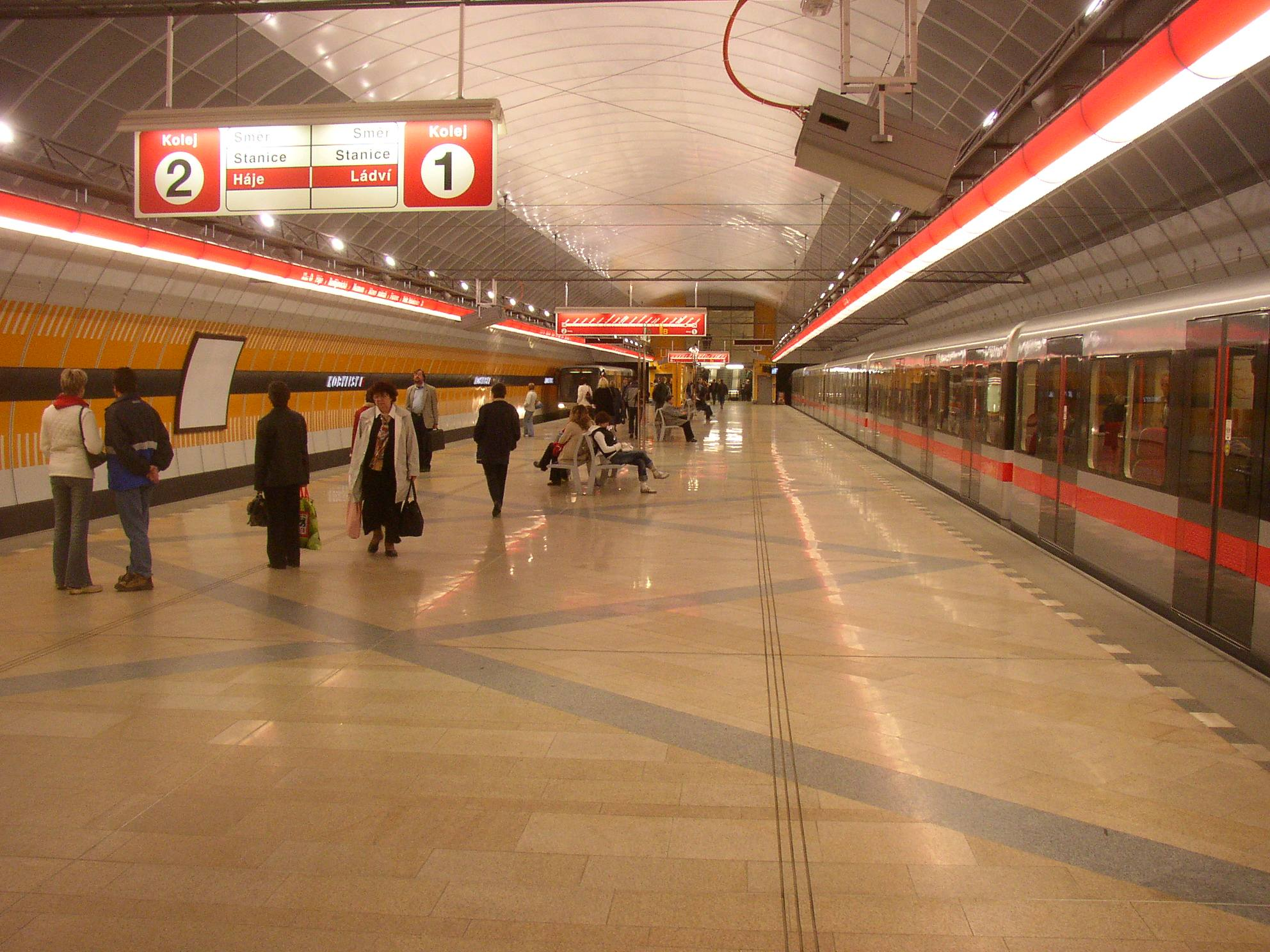
Stanice Kobylisy

Kobylisy jsou první raženou stanicí na lince C a dokonce první raženou jednolodní stanicí (konkrétně stanice metra petrohradského typu) v síti pražského metra. Znamená to, že nástupiště se nachází ve velikém tubusu. Z něj vedou dva výstupy – východní ke stejnojmenné zastávce (do roku 2004 s názvem Střelničná), do povrchového vestibulu, kde se nachází malé obchodní centrum; a západní, který vede na Kobyliské náměstí, výstup zde vede do podzemního vestibulu pod náměstím. Oba dva výstupy vedou eskalátorovými tunely. V každém eskalátorovém tunelu jsou tři ramena pohyblivých schodů. Stanice je navíc vybavena bezbariérovým přístupem. Výtah začíná u dolního konce východního eskalátorového tunelu a na povrch ústí v ulici Pod Sídlištěm poblíž autobusových zastávek. Úsek Kobylisy - N. Holešovice je nejdelší úsek pražského metra jehož délka činí 2765m a doba jízdy je cca. 155 sekund.

### Stanice Ládví

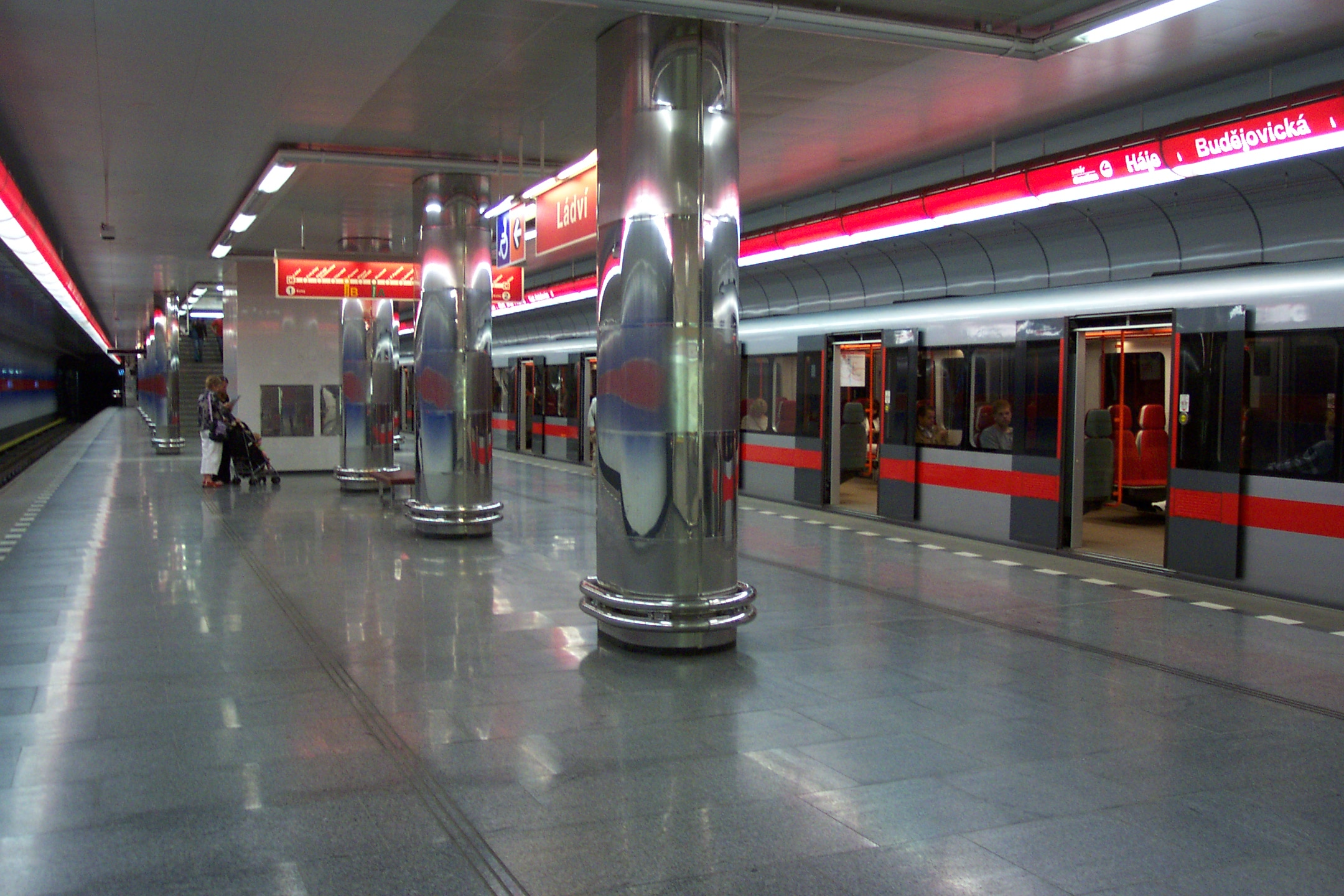
Stanice Ládví

Ládví je hloubená stanice – stavěná v otevřené jámě; leží zhruba 7 m pod povrchem v nadmořské výšce 282 m n. m. Na rozdíl od většiny ostatních stanic je její nástupiště v mírném oblouku; za ním se východním směrem nachází jedna obratová kolej, která kvůli stavebním problémům nedosahuje délky ani 100 m, a dvě koleje odstavné, které je již v současné době možné použít k odstavování souprav.[zdroj?] Strop nástupiště podpírají sloupy obložené nerezem. Výstup je podobný jako ve stanici Pankrác – z prostředka stanice je veden výstupní krátký eskalátorový tunel nahoru osou stanice do podzemního vestibulu, kde jsou výstupy k zastávce autobusu, tramvaje a do sídliště. K dispozici je také výtah pro osoby se sníženou pohyblivostí a kočárky. Poblíž se nachází záchytné parkoviště P+R.

### Stanice Střížkov

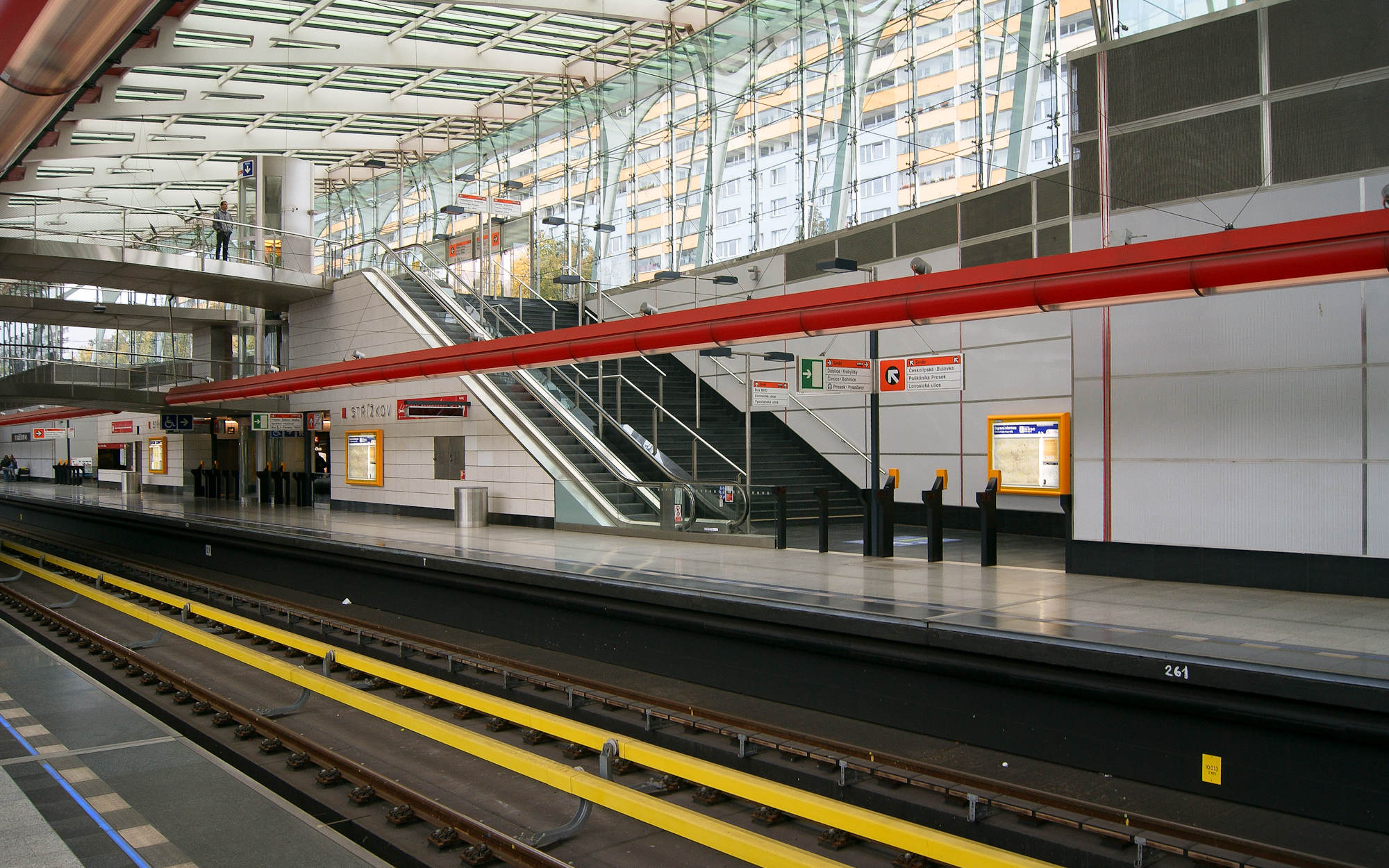
Stanice Střížkov

Střížkov je stanicí hloubenou (založení nástupiště je 13 m pod povrchem, budova však stoupá vysoko nad úroveň terénu). Tvoří ji velká oceloskleněná konstrukce, svým půdorysem připomínající kapku vody či velrybu (interpretace v médiích se liší). Na dvou masivních obloucích, které vedou v ose stanice, je pak celá konstrukce zavěšena. Součástí stavby je také podchod pod Vysočanskou ulicí. Nástupiště jsou boční, pomocí tří mostů umístěných ve dvou úrovních mohou cestující přecházet z jednoho nástupiště na druhé. Celá stanice je bezbariérová, jednotlivé lávky a nástupiště jsou propojeny výtahy.

### Stanice Prosek

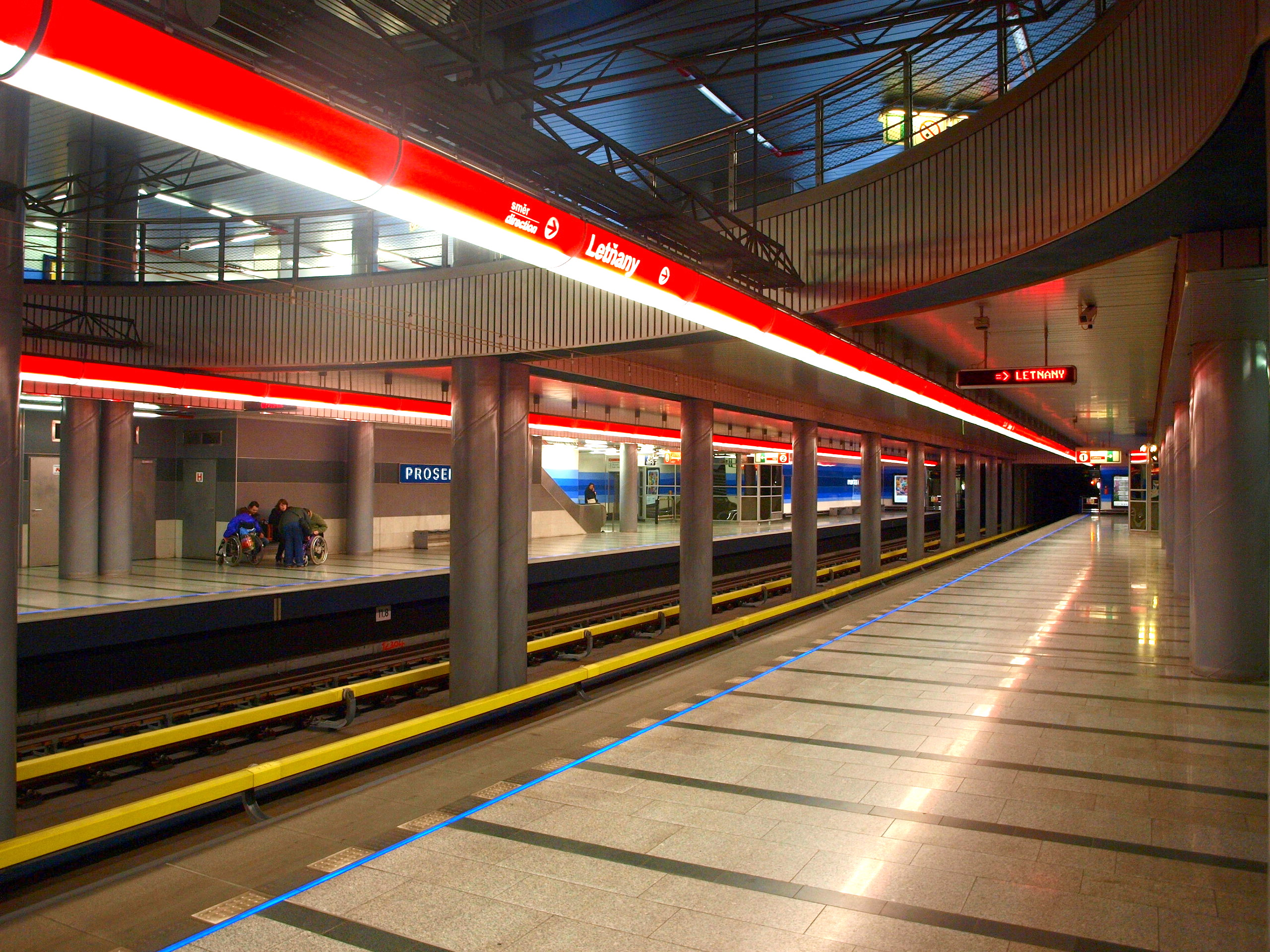
Stanice Prosek

Hloubená stanice je umístěna 13 metrů pod povrchem a je řešena jako dvoulodní - se dvěma postranními nástupišti. Přechod mezi nástupišti je umožněn pomocí přemostění. Nástupiště mají vysoký strop, podpíraný sloupy mezi kolejemi. Součástí stanice je vestibul s východy v oblasti křižovatky Vysočanská x Prosecká a podchody pod oběma zmíněnými ulicemi. Stanice navazuje na autobusovou zastávku Prosek. V jejím okolí je panelová zástavba sídliště Prosek, obchodní centrum, a nové bytové a kancelářské budovy (například kancelářské centrum Prosek Point). Poblíž stanice stojí kostel sv. Václava.

### Stanice Letňany

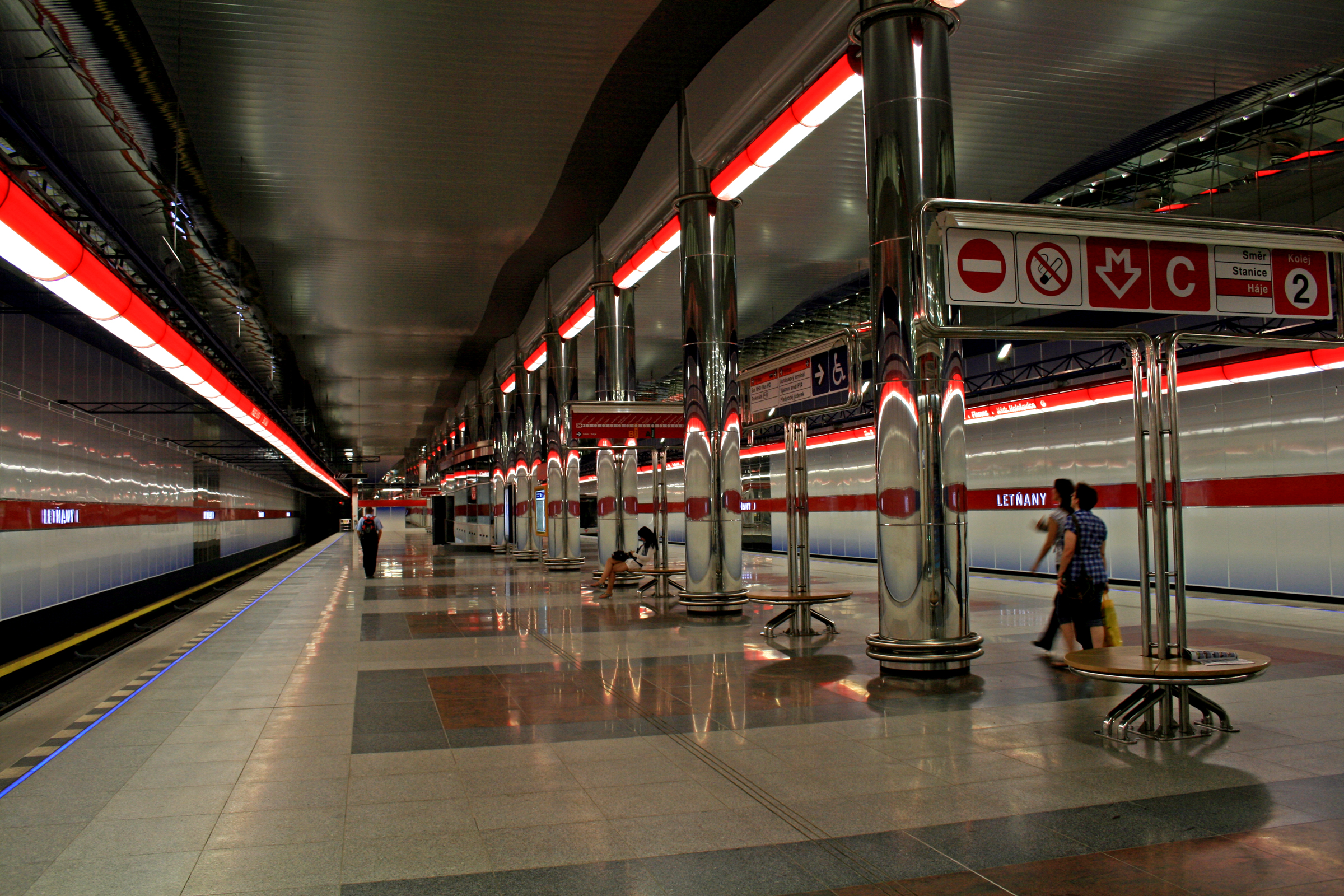
Stanice Letňany

Stanice Letňany je dlouhodobě koncová stanice linky C. Je umístěna do zatím volného prostoru východně od okružní křižovatky spojující ulice Beranových a Prosecká a jižně od plánovaného prodloužení Tupolevovy ulice. Stanice je hloubená, má ostrovní nástupiště a dva vestibuly, každý z nich je propojen s nástupištěm pevným schodištěm, dvojicí eskalátorů a výtahem. Severní vestibul obsluhuje Pražský veletržní areál (PVA) a část parkovišť spolu s končící návaznou autobusovou dopravou, jižní je zatím pro veřejnost uzavřen. Zde je ukončeno cca 10 linek PID a 8 linek přes stanici projíždí. K dispozici je i záchytné parkoviště P+R. Nástupiště stanice je v hloubce 10,3 m pod úrovní terénu. Nosnou konstrukci tvoří uzavřený monolitický železobetonový rám.